# Vatikanische Museen
Die Vatikanischen Museen (italienisch Musei Vaticani) beherbergen vor allem die päpstlichen Kunstsammlungen und befinden sich auf dem Territorium der Vatikanstadt. Die Sammlung ist eine der wichtigsten und größten der Welt und umfasst die Bereiche orientalische Altertümer (Altes Ägypten und Assyrien), klassische Antike (griechisch-römische Kunst), etruskisch-italische Altertümer (heutiges Italien vor der Römerzeit), frühchristliche und mittelalterliche Kunst (3.–14. Jahrhundert), Kunst der Renaissance (15. Jahrhundert) bis ins 19. Jahrhundert, zeitgenössische Kunst und eine völkerkundliche Sammlung. Der wohl bekannteste Teil, der im Zuge eines Museumsbesuchs besichtigt werden kann, ist die Sixtinische Kapelle.

## Übersicht

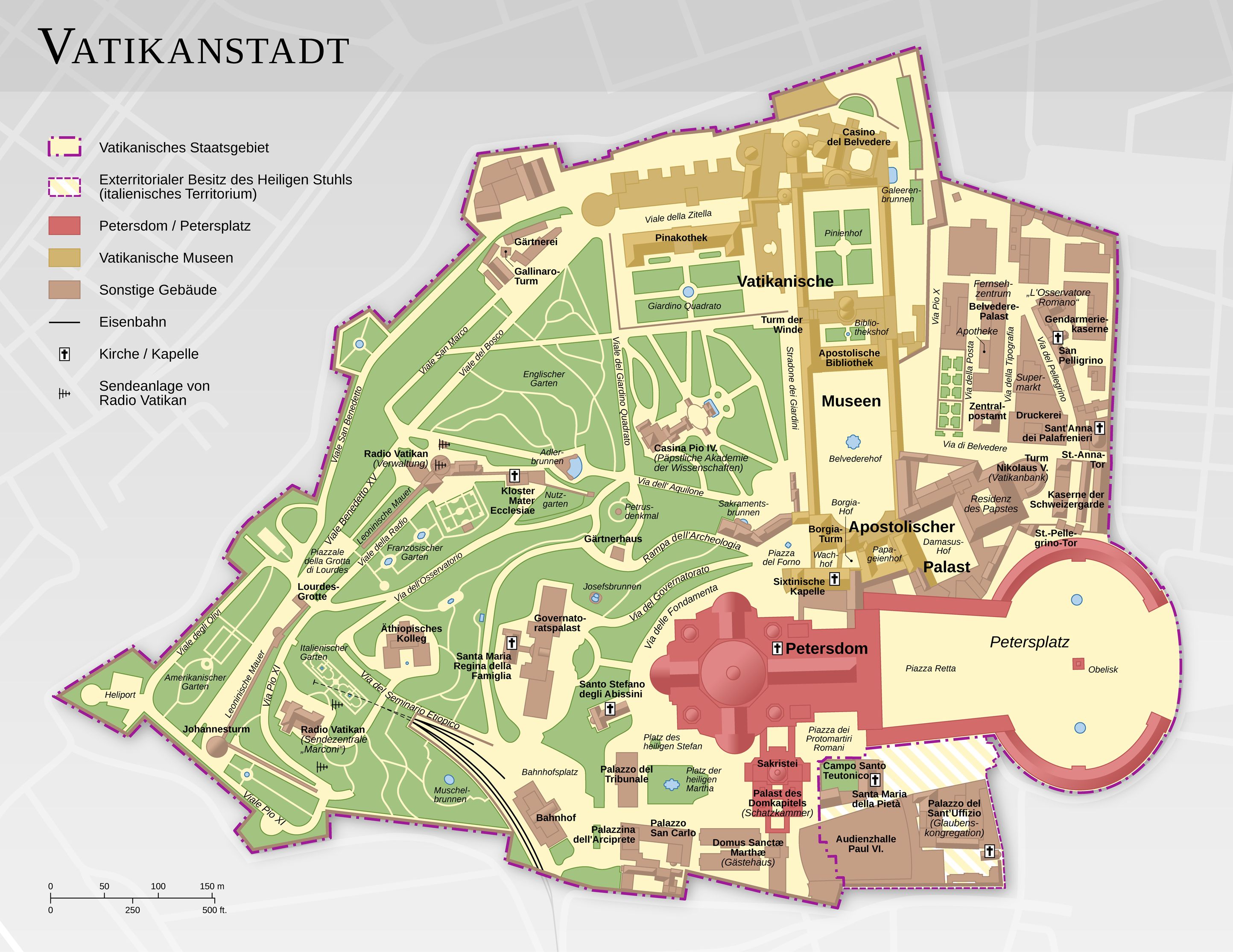
Mitte oben: Die Vatikanischen Museen in umgedrehter L-Form

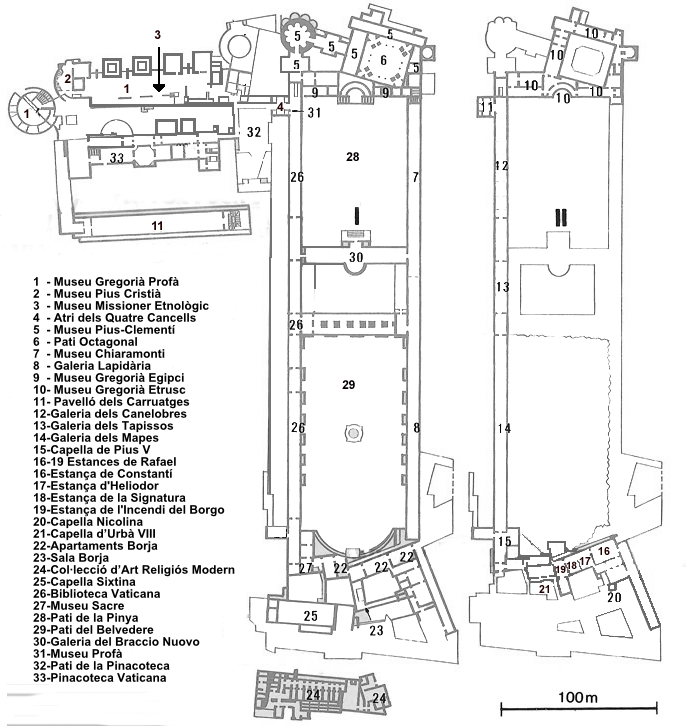
Übersichtsskizze der Vatikanischen Museen

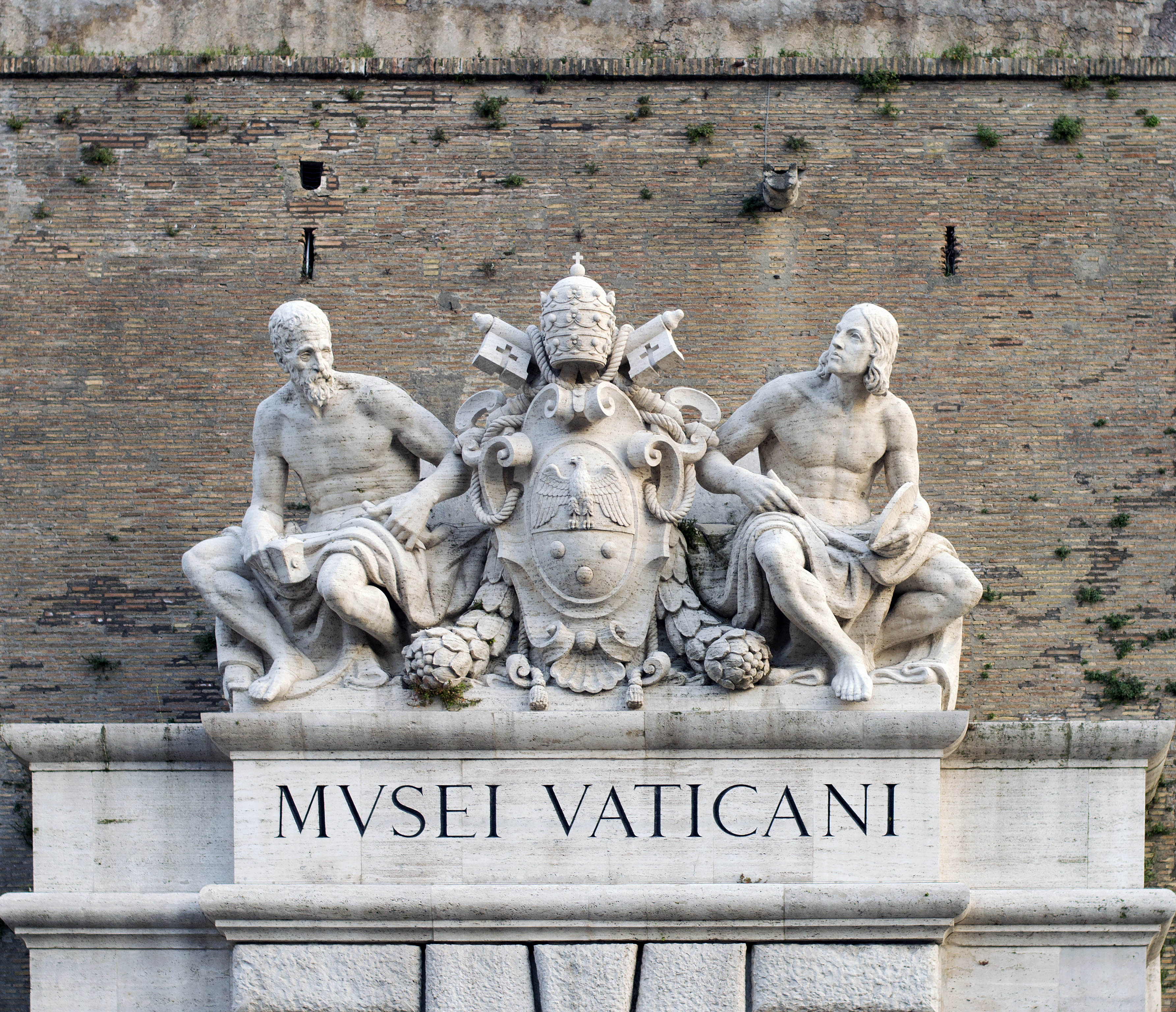
Skulptur über dem Eingangsportal

Bei den Museen handelt es sich um mehrere im Laufe der Zeit entstandene und in unterschiedlichen Teilen des vatikanischen Palastes untergebrachte Sammlungen:
| - Palazzi Vaticani (Papstpalast) - Gallerie (Galerien) - Galleria dei Candelabri (Galerie der Kandelaber) - Galleria degli Arazzi (Galerie der Wandteppiche) - Galleria delle Carte Geografiche (Galerie der Landkarten) - Cappelle (Kapellen) - Cappella Sistina (Sixtinische Kapelle) - Cappella Niccolina (Nikolaus-Kapelle) - Cappella di Urbano VIII. (Kapelle Urbans VIII.) - Stanze/Sale (Gemächer) - Appartamento di San Pio V. (Gemächer des heiligen Pius V.) - Sala Sobieski (Sobieski-Saal) - Sala dell'Immacolata (Saal der Unbefleckten Empfängnis) - Stanze di Raffaello (Stanzen des Raffael) - Stanza della Segnatura (Saal der Signatur) - Stanza di Eliodoro (Saal des Heliodor) - Stanza dell'Incendio di Borgo (Saal des Borgobrands) - Sala dei Chiaroscuri (Saal der Hell-Dunkel-Malereien) - Sala di Constantino (Konstantinssaal) - Loggia di Raffaello (Loggien des Raffael) - Sala dei Chiaroscuri (Saal der Chiaroscuri) - Appartamento Borgia (Borgia-Gemächer) - Sala delle Sibille (Saal der Sibyllen) - Sala del Credo (Saal des Glaubensbekenntnisses) - Sala delle Arti Liberali (Saal der Artes Liberales) - Sala dei Santi (Saal der Heiligen) - Sala dei Misteri (Saal der Geheimnisse) - Sala dei Pontefici (Saal der Päpste) - Sala delle Nozze Aldobrandine (Saal der Aldobrandinischen Hochzeit) - Sala delle Dame (Damen-Saal) - Vatikanische Höfe - Cortile della Pigna (Pinienhof) - Cortile della Biblioteca (Bibliothekshof) - Cortile del Belvedere (Belvederehof) | - Musei e Collezioni (Museen und Sammlungen) - Musei di Antichità Classiche (Antikensammlungen) - Museo Pio-Clementino - Museo Chiaramonti (beziehungsweise Galleria Chiaramonti) - Galleria detta Braccio Nuovo - Galleria Lapidaria (Inschriftengalerie) - Spezielle Ausstellungsorte - Sala della biga (Saal des Zweigespanns) - Museo Gregoriano Profano - Museo Gregoriano Etrusco - Antiquarium Romanum - Vasensammlung - Museo Gregoriano Egizio (Gregorianisch-Ägyptisches Museum) - Collezione Grassi - Pinacoteca vaticana (Gemäldesammlung) - Collezione d’Arte Religiosa Moderna (Sammlung moderner religiöser Kunst) - Museo Pio Cristiano (Sammlung frühchristlicher Kunst) - Museo Missionario-Etnologico - Museo Storico Vaticano (Historisches Museum des Vatikans) - Padiglione delle Carrozze (Kutschenpavillon, Verkehrsmittel des Vatikans) - Museo Filatelico e Numismatico (Philatelie und Numismatik) - Musei della Biblioteca Apostolica Vaticana (Museen der Vatikanischen Bibliothek) - Museo Sacro beziehungsweise Museo Cristiano - Salone Sistino - Sala dei Papiri - Sale Paoline, Sale dell'Alessandrina und Galleria Clementina - Sammlungen - Keramik des 9. bis 18. Jahrhunderts - Kleine Mosaiken |

## Papstpalast und Profanbauten

### Baugeschichte und Topographie

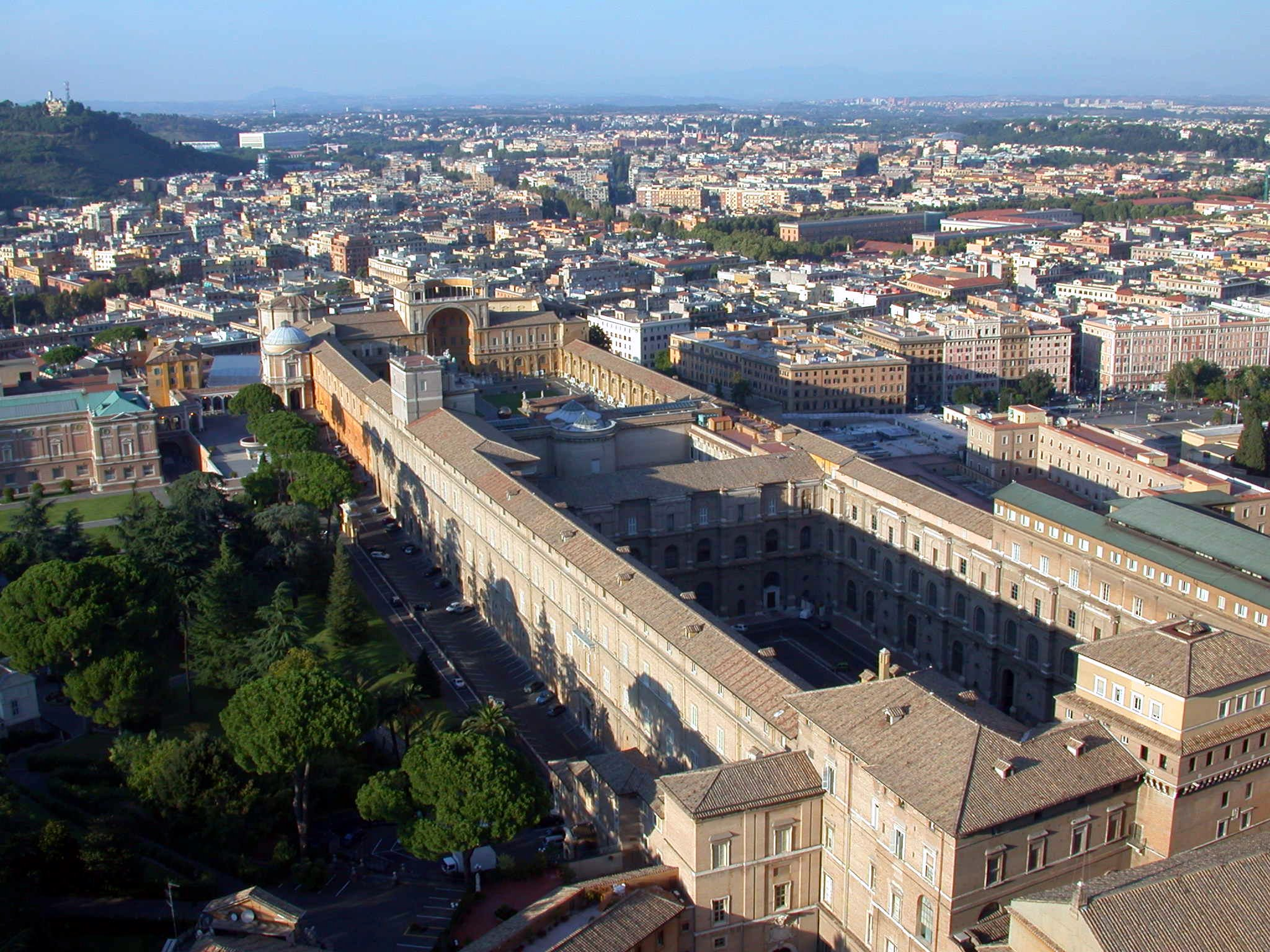
Der Hauptkomplex der Vatikanischen Museen

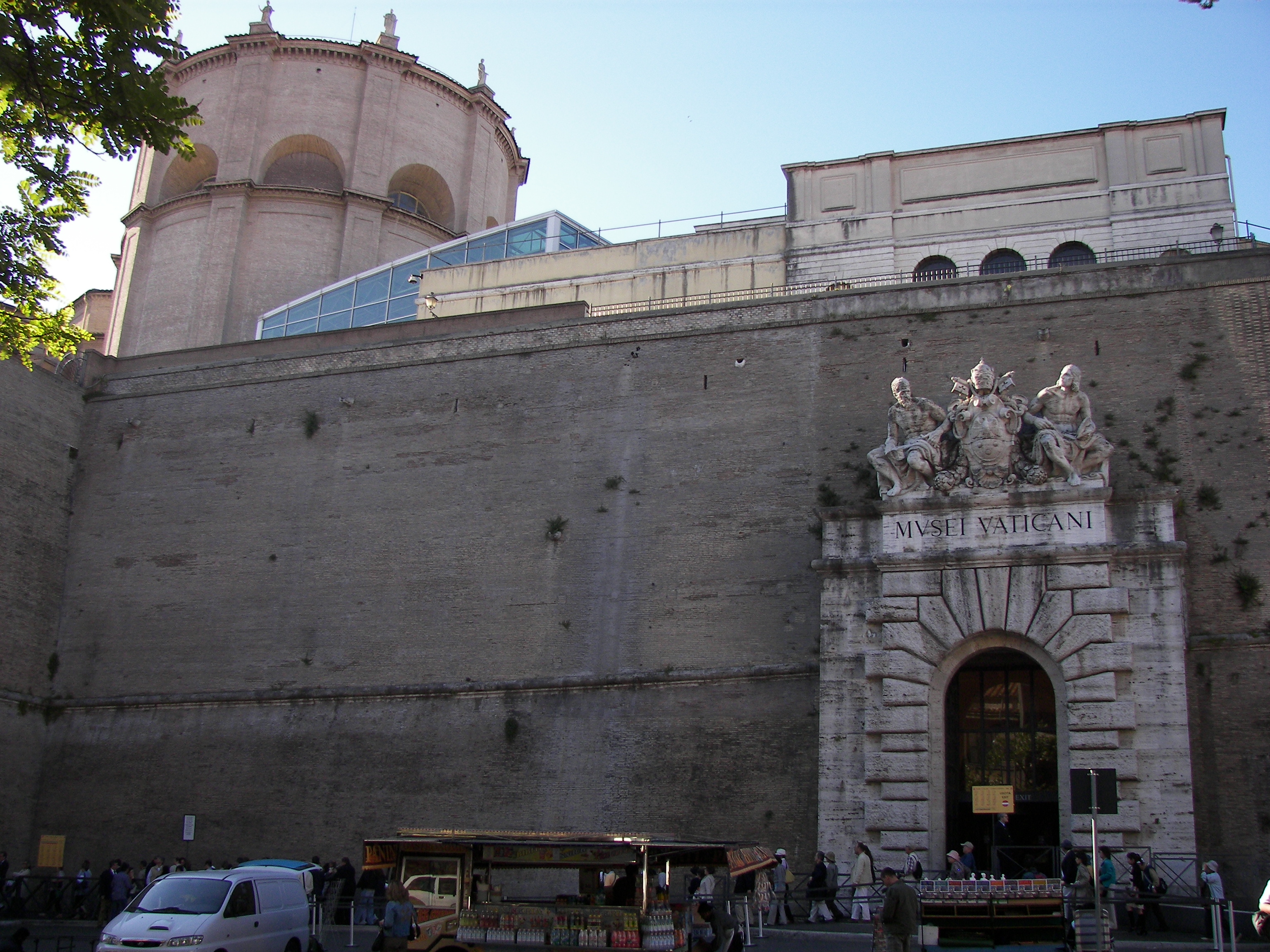
Der Haupteingang an der Via del Vaticano

Papst Nikolaus V., der große Humanist unter den Päpsten, begann um 1450 mit dem Bau der heutigen Anlage des Papstpalastes. Als er 1455 starb, waren nur das Appartamento Borgia und die Stanzen fertiggestellt. Sixtus IV. ließ zwischen 1471 und 1484 die päpstliche Hauskapelle, die Sixtinische Kapelle, errichten. Unter Innozenz VIII. wurde zwischen 1484 und 1492 das Gartenhaus des Belvedere gebaut. Alexander VI. erweiterte den Komplex um den sogenannten Borgiaturm, der als Wehranlage diente.
Als eigentlicher Begründer der Vatikanischen Sammlungen des Vatikans gilt Papst Julius II., der bereits über eine nur ausgewählten Besuchern zugängliche, private Antikensammlung verfügte. Julius II. ließ an den um 1487 errichteten Palast den Cortile delle Statue anbauen. Zwischen 1506 und 1513 erwarb er für den Belvedere die berühmtesten antiken Skulpturen seiner Zeit. Der päpstliche Architekt Donato Bramante verband zwischen 1503 und 1513 den Belvedere durch den riesigen rechteckigen Hof, der Cortile del Belvedere genannt wurde. Der Papstpalast wurde 1508–1519 von dem jüngeren Antonio da Sangallo erweitert und erstrecke sich rund um den zentralen Cortile San Damaso, der bis 1519 von Bramante gestaltet wurde. Der Bau des Damasushofs schloss jetzt im Osten an die früheren, unter Sixtus IV. errichteten Bauteile an. Im Hof des Belvedere wurden prächtige Feste gefeiert, bevor dieser von 1585 bis 1590 von Domenico Fontana durch einen Querkorridor in zwei Teile zerlegt wurde: den höher gelegenen Cortile della Pigna und den unter Pius IV. umgestalteten und erweiterten Cortile del Belvedere. Von 1817 bis 1822 wurde im heutigen Bereich der Vatikanischen Bibliothek ein zweiter Querkorridor gebaut, der Braccio Nuovo. Dadurch wurde ein dritter kleiner Hof geschaffen, der Cortile della Biblioteca.
Der gesamte Papstpalast umfasst heute einen Gebäudekomplex mit etwa 1.400 Räumen und 55.000 m² Grundfläche und verfügt über etwa zwanzig Höfe.
Dem Papst und seinem Hofstaat ist nur ein kleiner Teil dieses Komplexes vorbehalten, der Großteil ist den Besuchern geöffnet. Schwer zugänglich bleiben die Vatikanischen Gärten, deren Atmosphäre aber über die Fenster der Museen wahrgenommen werden kann. Der offizielle Eingang vom Petersplatz her führt über die Scala Regia. Diese verbindet auch den Petersdom mit der Sixtinischen Kapelle und den Stanzen. Diese Treppenanlage wurde von Antonio da Sangallo errichtet und 1663 bis 1666 von Gian Lorenzo Bernini erneuert. Am Fuß der Treppe steht ein Reiterstandbild Konstantins des Großen von Bernini. Der heutige Zugang zum Museum erfolgt aber von der Nordseite, vom Viale Vaticano durch einen zum Heiligen Jahr 2000 neu errichteten Eingangsbereich.

### Sixtinische Kapelle

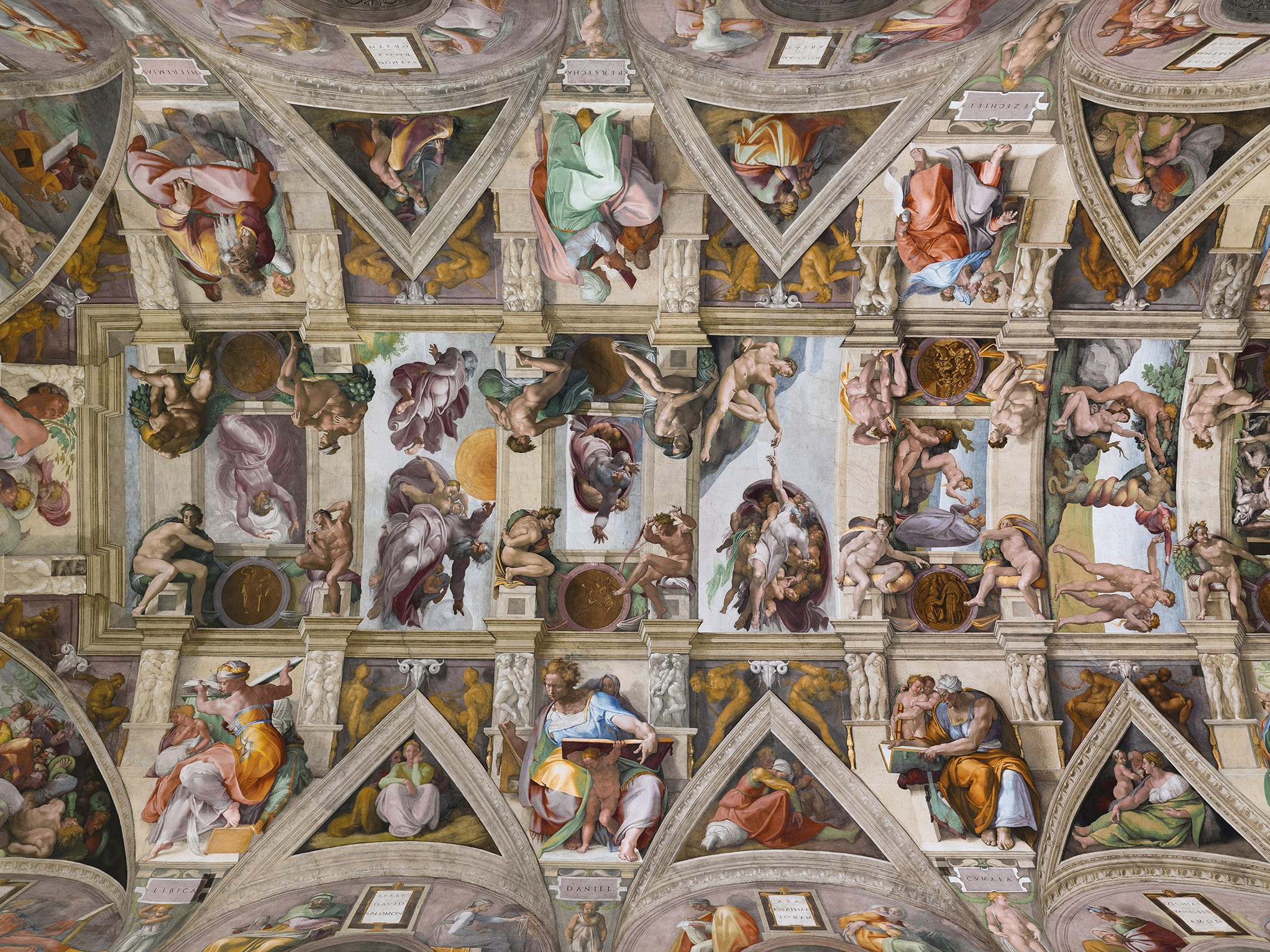
Deckenfresken von Michelangelo

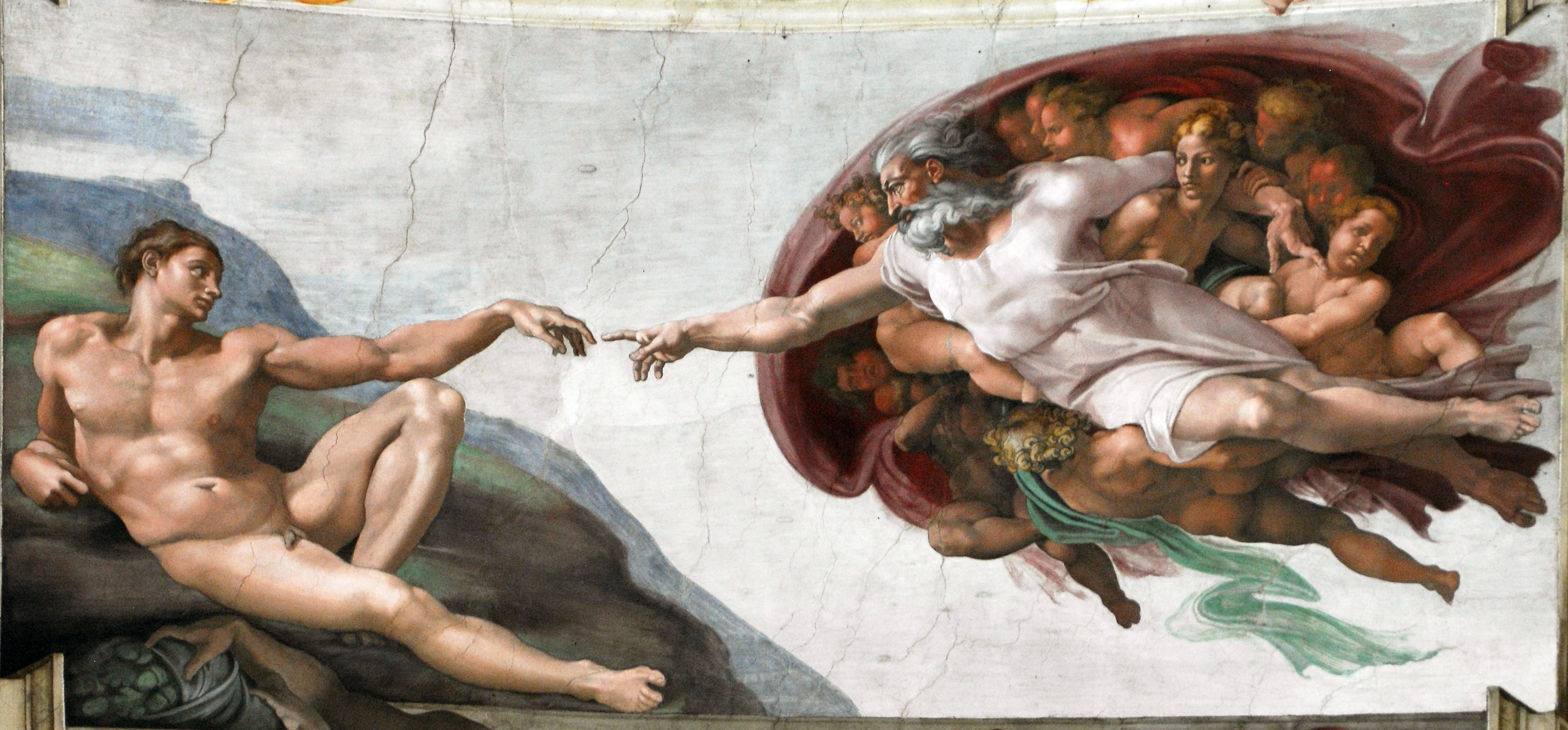
Die Erschaffung Adams – Deckengemälde in der Sixtinischen Kapelle

Die Cappella Sistina wurde zwischen 1475 und 1483 unter Sixtus IV. erbaut, nach ihm benannt und am 15. August 1483 eingeweiht. Der von einem flachen Tonnengewölbe überdeckte, rechteckige Bau ist 40,90 Meter lang, 13,40 Meter breit und 20,70 Meter hoch. Die Kapelle entspricht in den Proportionen dem Salomonischen Tempel der Bibel, ihre Länge entspricht in etwa der doppelten Höhe und der dreifachen Breite. Die Wände mit den Lünetten hatten bei Baubeginn durch den Florentiner Architekten Giovannino de Dolci 14 Fenster erhalten, die im 16. Jahrhundert zugemauert wurden. Eine marmorne Schranke teilt die Kapelle in zwei Bereiche, wobei sie der Geistlichkeit bei der Zelebration großen Raum lässt. Die Wandgemälde zeigen Szenen aus dem Leben Jesu und Mose und wurden von bekannten Malern der Renaissance geschaffen: Sandro Botticelli, Perugino, Domenico Ghirlandaio, Cosimo Rosselli, Biagio d’Antonio und Luca Signorelli. Die unter Julius II. beauftragten und durch Michelangelo ausgeführten weltberühmten Deckenmalereien folgt einer programmartigen Ikonografie und beinhaltet Darstellungen wichtiger Episoden des Alten und Neuen Testamentes. Sie wurden am 1. November 1512 enthüllt und zeigen auf insgesamt 520 m² Szenen aus der Genesis mit 115 überlebensgroßen Charakteren. Besonders der Ausschnitt „Die Erschaffung Adams“ ist ein weltberühmtes und oft reproduziertes Werk. Es zeigt, wie Gottvater mit ausgestrecktem Finger Adam zum Leben erweckt. Papst Clemens VII. wollte Michelangelos Jüngstes Gericht auf der Altarwand haben und opferte dafür die vorhandenen Werke von Perugino. Die verblasste Farbenkraft der Fresken wurde gegen Ende des 20. Jahrhunderts in aufwendiger Säuberungsarbeit gründlich restauriert.

### Appartamento Borgia
Papst Nikolaus V. ließ diesen frühen Teil des Papstpalastes zwischen 1449 und 1455 errichten, der nach seinem Nachfolger Alexander VI. (bürgerlich Rodrigo Borgia) benannt wurde. Die im Trakt eingebaute Cappella Niccolina ist den Erzdiakonen Stephanus und Laurentius geweiht und wurde von Fra Angelico unter Mithilfe von Benozzo Gozzoli 1447 bis 1449 ausgemalt.
Alexander VI. erweiterte das Appartamento um die Torre Borgia. Die künstlerische Ausgestaltung stammte von Pinturicchio, der von 1492 bis 1495 sechs Säle mit Legenden und Geschichten des Alten und Neuen Testamentes ausstattete, wobei einer der Säle, die Sala dei Pontifici, nach einem Einsturz bereits zu Anfang des 16. Jahrhunderts neugestaltet werden musste. Die Hauptsäle werden nach den Motiven ihrer Fresken benannt: Sala delle Sibille, Sala del Credo, Sala della Madonna und Sala dei Santi. Die Sala dei Pontifici ist ein Werk der Schüler Raffaels, Giovanni da Udine und Pierin del Vaga. Die Dekoration stammt aus dem 16. Jahrhundert. Leo XIII. ließ die Räume durch Ludwig Seitz restaurieren und gab sie der Öffentlichkeit zur Besichtigung frei.
Aus der Sala delle Sibille führt eine Treppe zu den darüber liegenden Stanzen des Raffael.
Im Appartamento Borgia ist heute ein Teil der Sammlung moderner Kunst untergebracht.

### Stanzen des Raffael

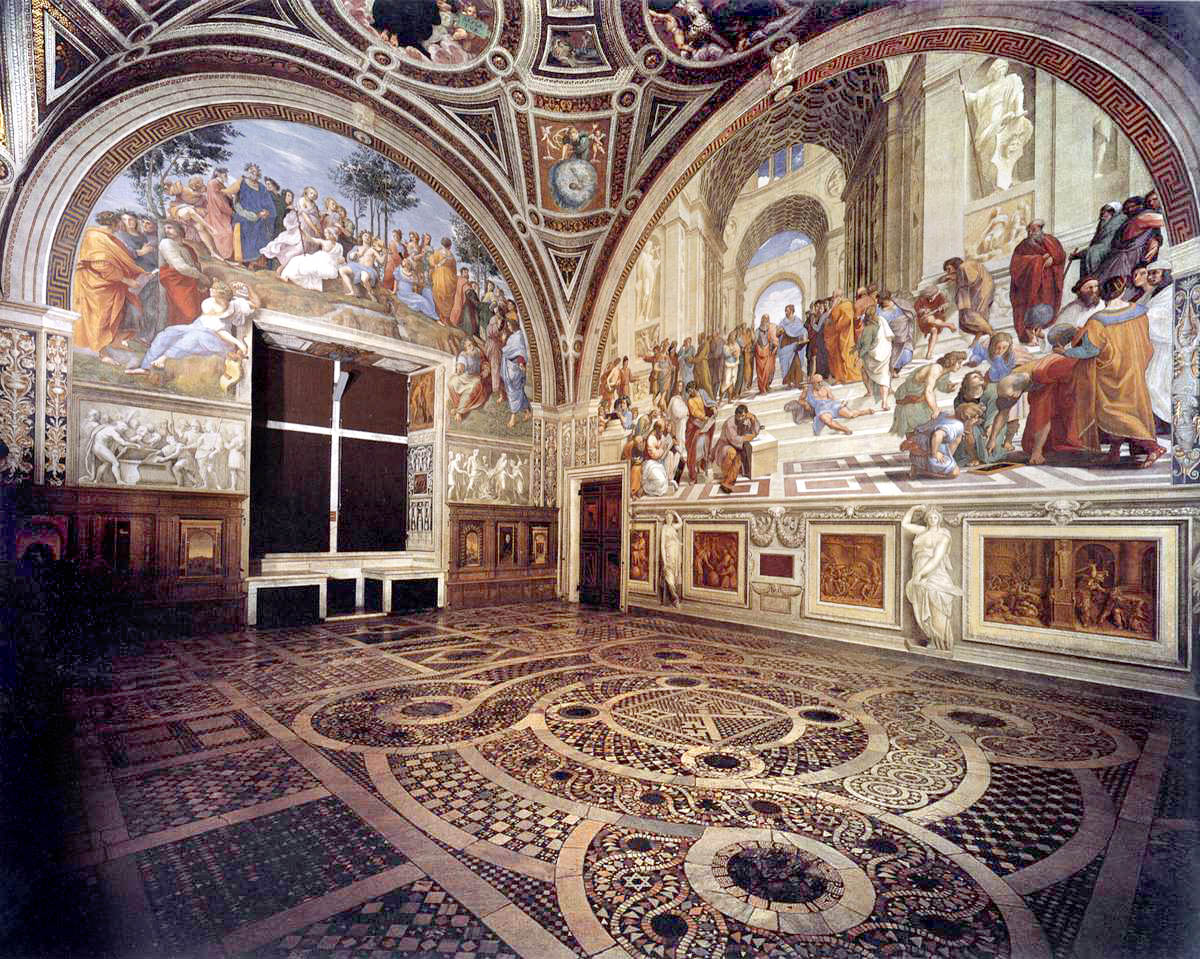
Stanza della Segnatura

Die Fresken der Stanzen (italienisch stanza „Zimmer“) wurden von Julius II. ab 1508 für seine privaten Gemächer im zweiten Stock des Vatikanspalastes in Auftrag gegeben. Sie wurden von Raffael und seinen Mitarbeitern unter dem Patronat Papst Leos X. (1513–1521) bis 1524 ausgeführt. Die vier Räume werden heute nach ihren Hauptthemen bezeichnet. Das größte und für die offiziellen Empfänge gedachte Gemach, die Sala di Costantino, stellt in vier Szenen das Leben des Kaisers Konstantin (306–337) dar. Die legendäre Szene aus der Schlacht an der Milvischen Brücke gegen Konstantins Mitkaiser Maxentius symbolisiert den Beginn des Christentums als Staatsreligion. Die Stanza di Eliodoro beschreibt ebenfalls in vier Szenen die Vertreibung Heliodors aus dem Tempel von Jerusalem, die Erzwingung Attilas Umkehr vor Rom, das Wunder von Bolsena und die Befreiung von Petrus aus dem Kerker. Die Stanza della Segnatura zeigt Raffaels Meisterwerke Die Schule von Athen, eine Allegorie des Parnass, den Triumph der Eucharistie. In der Stanza dell’Incendio di Borgo wird der Brand von Borgo, ein lSieg Leos IV. über die Sarazenen, die Krönung Karls des Großen und die Rechtfertigung Leos III. dargestellt.
Der Glanz der vollendeten Fresken dauerte nicht lange. Schon 1527, beim Sacco di Roma, wurden sie von protestantischen Landsknechten schwer beschädigt: Gesichter, die die Söldner für die von Päpsten hielten, wurden ausgekratzt, Inschriften wurden in die bemalten Wände geritzt. Diese Details traten bei der letzten Restaurierung 1999–2001 zutage, die nicht nur Schmutz und Übermalungen beseitigte, sondern auch Schäden, die von alten Restaurierungen herrührten. Die Stanzen waren bald nach dem Sacco di Roma von Malern, die für die Päpste arbeiteten (darunter Sebastiano del Piombo), notdürftig restauriert worden. Weil sich Teile des Stucks von den Wänden zu lösen begannen, erfolgte 1754 eine größere Restaurierung, weitere in den Jahren ab 1856 und 1937. Die Restaurierung von 1937 verursachte durch Anwendung ungeeigneter Substanzen wie Salzsäure Schäden an den Farbschichten. Die aktuelle Restaurierung unter kunsthistorischer Leitung von Arnold Nesselrath hat auch die Zuschreibungen einzelner Bildteile verändert.

### Die Loggien Raffaels

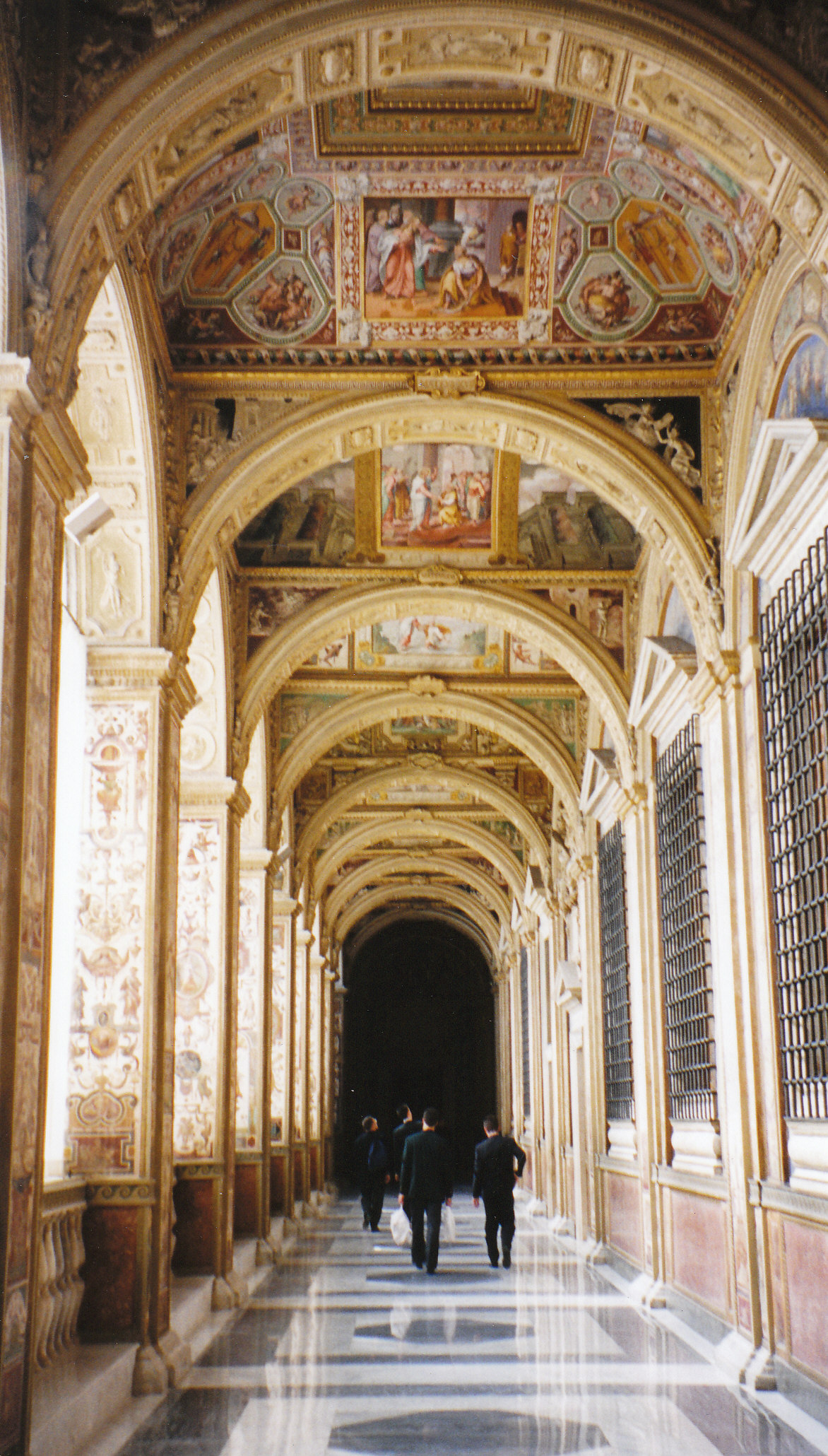
Die Loggien Raffaels

Raffael hatte 1515 den Bau der von Bramante begonnenen und dem Papstpalast nach Osten vorgelagerten Loggien beendet. 1516 begann die Ausstattung des zweiten Geschosses dieser Loggien, die das päpstliche Appartement verbanden. Die Loggien waren ursprünglich zur alleinigen Benutzung des Papstes bestimmt, der hier seine private Antikensammlung einrichtete.
Die dekorative Ausstattung übernahm Giovanni da Udine, nach antikem Vorbild in der Kunst der Grotesken spezialisiert. 1519 waren die Loggien vollendet, die Wirkung dieses neuen „profanen“ Stils beeinflusste das ganze 16. Jahrhundert nachhaltig. Die im Dekor eingelassenen Kopien antiker Gemmen und Reliefs fand Aufmerksamkeit und Nachahmung.
Wichtigste Mitarbeiter Raffaels bei der Ausmalung waren Giovanni Francesco Penni, Giulio Romano, Perino del Vaga und Polidoro da Caravaggio. Die unterschiedlichen, aus dreizehn Jochen gebildeten Gewölbe erhielten phantasievollen Architekturmalereien, ein Zyklus von 52 Szenen erzählte die biblische Geschichte in chronologischer Abfolge. Jeweils vier Szenen eines Gewölbes sind einer zentralen biblischen Persönlichkeit gewidmet. Die auf Unteransicht berechnete Gesamtkompositionen begnügt sich zwar mit wenigen Figuren, gewinnt aber den Betrachter durch ausdrucksstarke Bewegung.

### Vatikanische Bibliothek

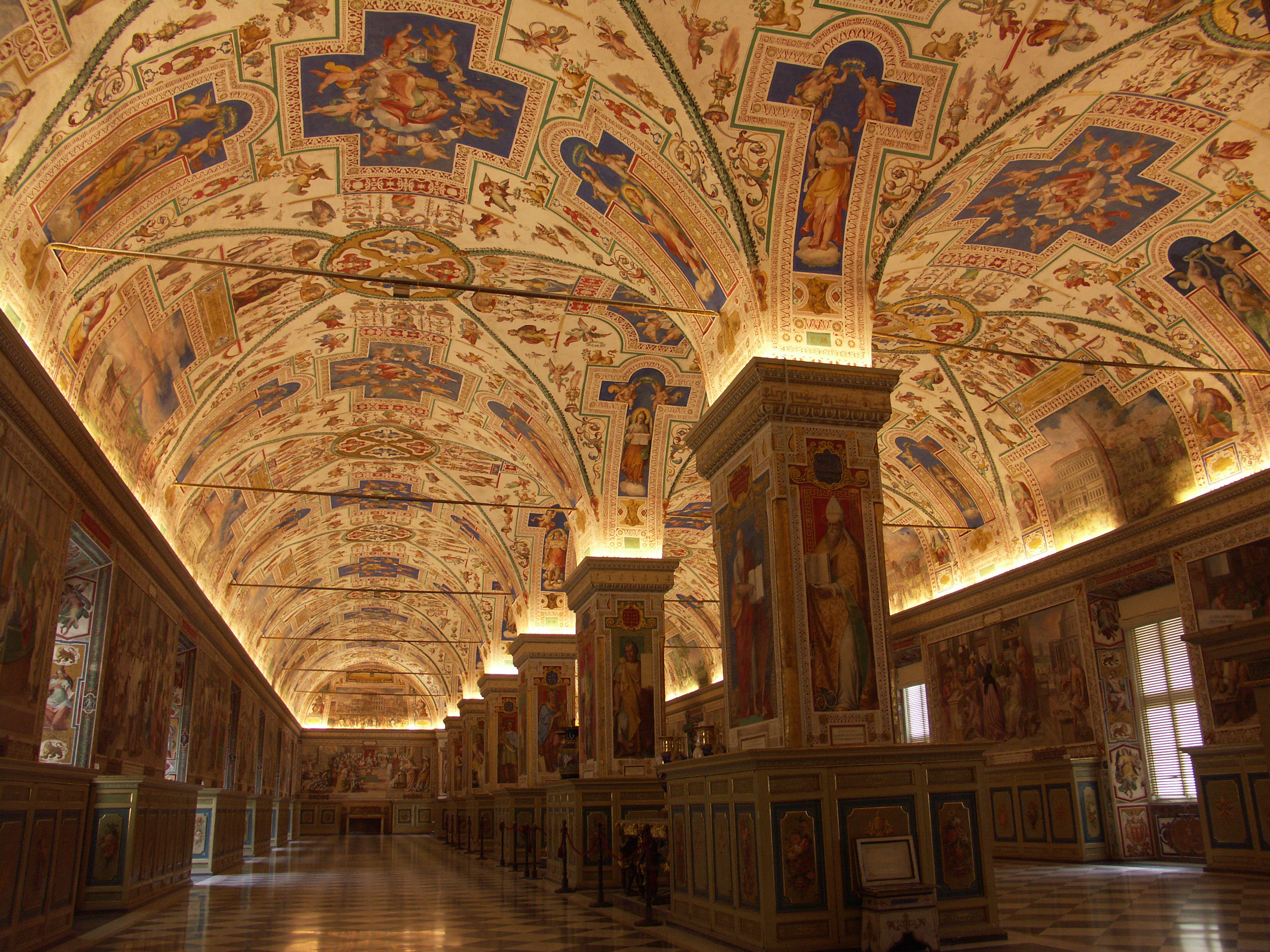
Großer Saal der Bibliothek, Salone Sistino

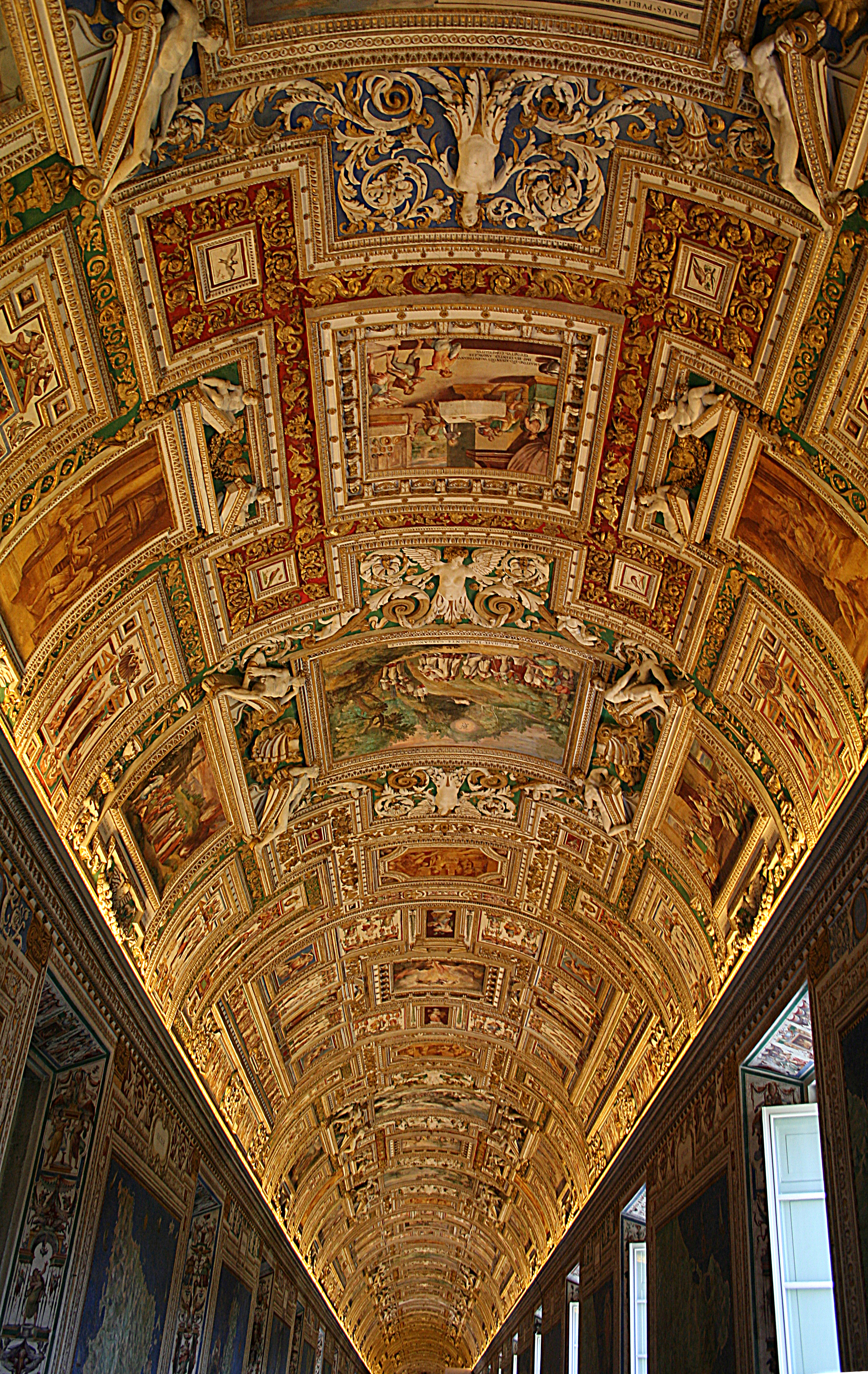
Galleria delle carte geografiche

Mit der Wahl Nikolaus’ V. zum Papst im Jahr 1447 begann die Sammlungsgeschichte der heutigen Vatikanischen Bibliothek. Bei einer unter seinem Vorgänger Eugen IV. durchgeführten Inventur wurden 350 Werke in verschiedenen Sprachen registriert, die meisten davon in Latein. Diese 350 Werke und die eigene Sammlung Nikolaus’ V. bildeten den Grundstock der heutigen Vatikanbibliothek. Papst Sixtus IV. bestimmte Bartolomeo Platina, den Geschichtsschreiber der Päpste, zum ersten Bibliothekar. Im Jahre 1587 beauftragte Papst Sixtus V. den Architekten Domenico Fontana mit dem Bau eines neuen Gebäudes für die Vatikanische Bibliothek. Im Jahre 1855 wurde der Bestand gedruckter Werke im großen Ausmaß durch den Erwerb der Sammlung von Leopoldo Cicognara erweitert. Des Weiteren kamen noch die Bibliotheken der Fürsten Borghese (1891), der Barberini und der Fondo Borgiani aus der Bibliothek der Propagandakongregation mit gedruckten Werken und Manuskripten (1902) hinzu. Zu den folgenden Erwerbungen gehören die Biblioteca Chigiana (1923), das Archiv des Kapitels von St. Peter (1940), das neben Handschriften vor allem Archivalien enthält und den Grundstock einer Sektion Archivi bildet. Neben den neueren Beständen zählt die Bibliothek heute über 150.000 Handschriftenbände, davon 75.000 Literalien, über 8300 Inkunabeln, über 70.000 Karten und Stiche sowie 200.000 Autographen, ferner über 300.000 Münzen und Medaillen. Insgesamt besitzt die Vatikanische Bibliothek heute mehr als zwei Millionen Bücher und Manuskripte.
Der große Bibliotheksaal, der Salone Sistino, wurde von 1587 bis 1589 von Domenico Fontana erbaut. Die Saal ist 70 Meter lang und 15 Meter breit, die Höhe beträgt 9 Meter. Das Gewölbe und die Wände der zweischiffigen Aula sind mit Arabesken und Fresken geschmückt. Die Gemälde schildern den Siegeszug des Buches durch die Jahrhunderte und die segensvolle Herrschaft der Kirche. An den Wänden und den sieben Pfeilern sind wertvolle alte Handschriften, Zeichnungen und Münzen in Vitrinen einsichtbar.
Am Ende des langen Korridors befinden sich das Museo Profano mit antiken Bronzen, einer Medaillensammlung, Inschriften und Mosaiken, daran anschließend die Galleria Clementina und die Sala Allessandria, eine Vitrinensammlung mit wertvollen Kameen, Reliefs und bronzenen Skulpturen. Zum Baukomplex zählen auch die Sala Paolina, die Biblioteca di Sisto V., das Vestibolo della Biblioteca, der große Salone Sistino und die Galleria di Urban VIII.
Das Museo Sacro, 1756 durch Benedikt XIV. zur Aufbewahrung der Katakombenfunde begründet, beinhaltet heute die Schätze der Sancta Sanctorum mit Emailarbeiten und byzantinischen Kostbarkeiten. Die Abteilungen teilen sich in die Sala delle antichità Christiane (christliche Altertümer) und die Sala dei Papiri (Papyrussammlung). Rechts davon ist die Freskenserie der Aldobrandinischen Hochzeit hervorzuheben.
Die Galleria delle carte geografiche (Galerie der Landkarten) ist eine beeindruckende 120 Meter lange, durch Fenster belichtete Prunkhalle. Beidseitig ausgestattet ist sie mit groß dimensionierten topographischen Fresken italienischer Städte, die 1580–1583 von Antonio Panti entworfen und von Giorgio Vasari und Federico Zuccai ausgemalt wurden.
Die Ausgestaltung der Deckenmalereien und Ornamente erfolgten durch Maler und Stuckateure, die hier unter der Leitung von Girolamo Muziano bis 1590 tätig waren. Bemerkenswert ist eine Reihe von Hermen mit wertvollen antiken Büsten und Figurinen.
Man kann in diesem Trakt auch flämische Gobelins aus dem 15. und 16. Jahrhundert sehen. In den zwei kleinen nebenliegenden Räumen befindet sich eine umfangreiche Sammlung mittelalterlicher Keramik.

### Vatikanische Pinakothek

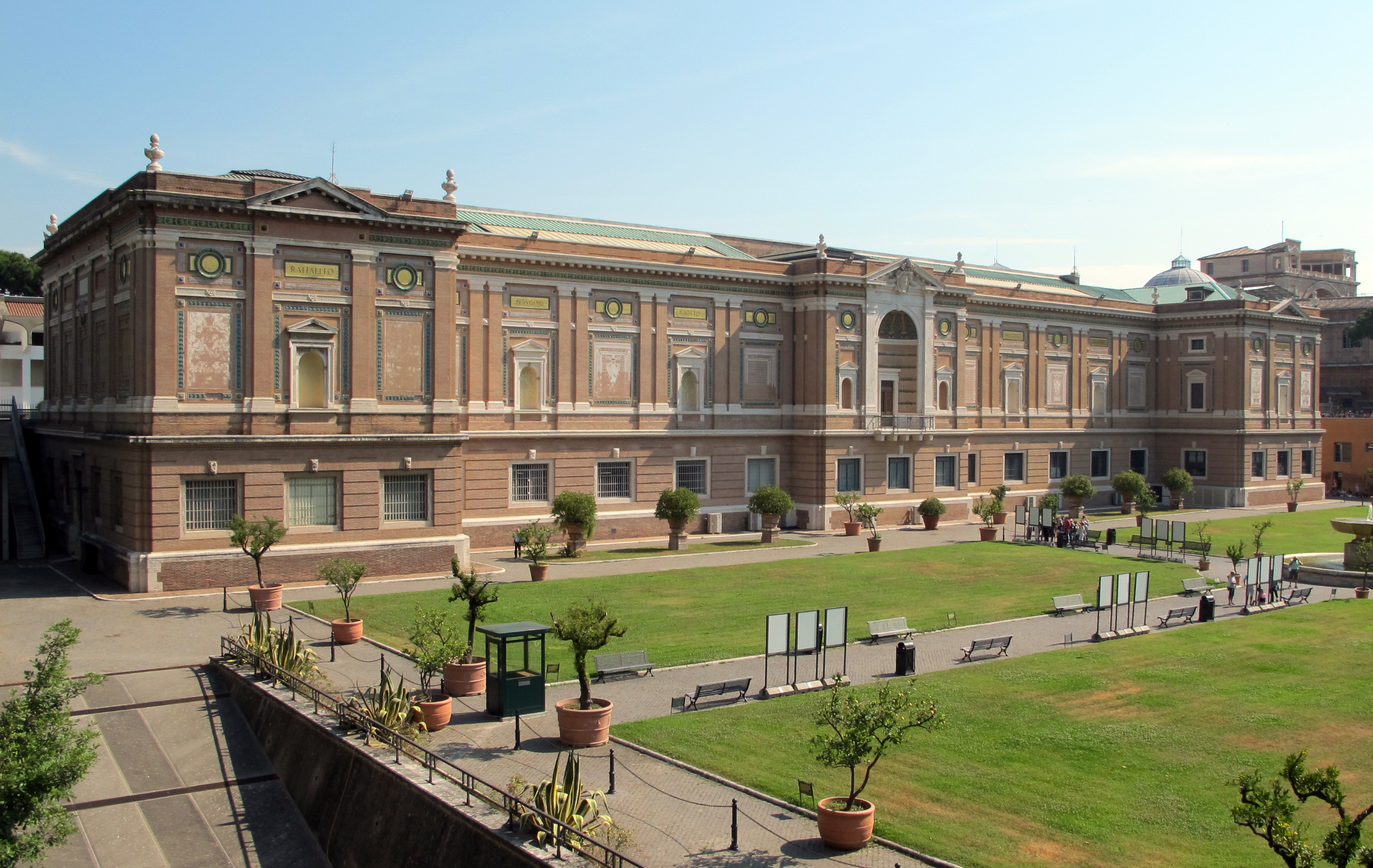
1932 errichtetes Gebäude der Vatikanischen Pinakothek, Gartenseite

Im Auftrag Papst Pius’ XI. errichtete Luca Beltrami 1932 in den Vatikanischen Gärten einen Neubau für die Vatikanische Pinakothek im lombardischen Renaissancestil mit 16 Sälen. An der Südseite des Gebäudes schließt sich der Giardino Quadrato an, ein rechteckiger Park mit einem Schmuckbrunnen. Das neue Pinakothek-Gebäude diente der endgültigen Unterbringung der päpstlichen Gemäldesammlung. Unter Ausnutzung der neuen Räumlichkeiten verdoppelte Papst Pius XI. ihren Gemäldebestand.
Die Entstehungszeit der Werke reicht vom Mittelalter bis 1800. Die 16 Säle zeigen – in chronologischer und regionaler Ordnung – italienische Gemälde und Bildteppiche des 11.–19. Jahrhunderts mit hauptsächlich christlicher Bildthematik. Als päpstliche Gemäldesammlung präsentiert die Vatikanische Pinakothek bedeutende Werke der Renaissance und des Barock, z. B. von Giotto, Fra Angelico, Perugino, Leonardo da Vinci, Raffael, Tizian, Federico Barocci, Caravaggio, Guido Reni, Carlo Maratta und Johann Wenzel Peter. Einige Bilder stammen aus der vatikanischen Petersbasilika, die dort seit dem 17. Jahrhundert durch Mosaikkopien ersetzt wurden. Viele der ausgestellten Gemälde wurden von Napoleon 1797 nach Paris gebracht und als Ergebnis des Wiener Kongresses wieder zurückgegeben.

## Vatikanische Höfe

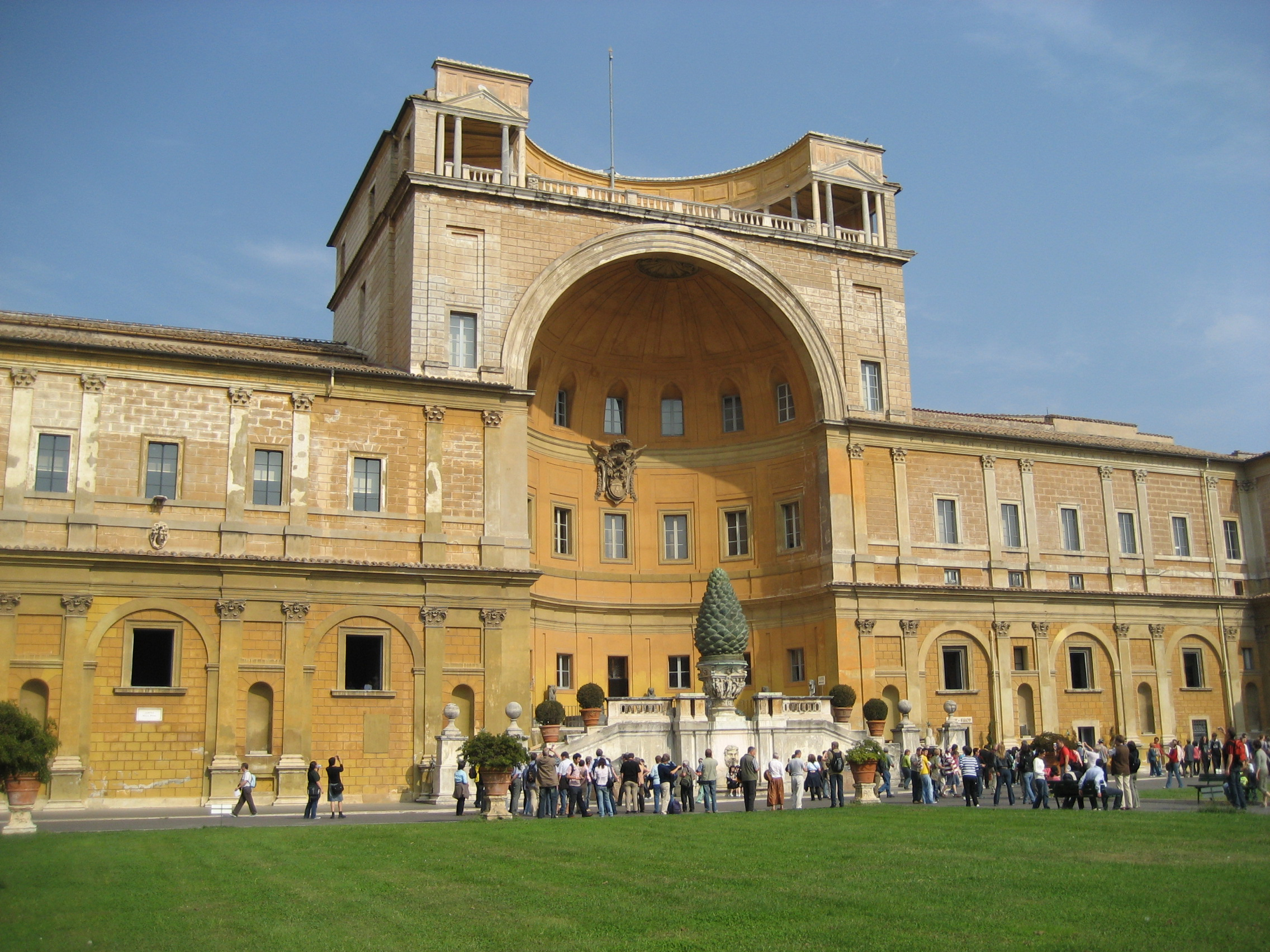
Cortile della Pigna mit der großen Nische und dem Pinienzapfen davor

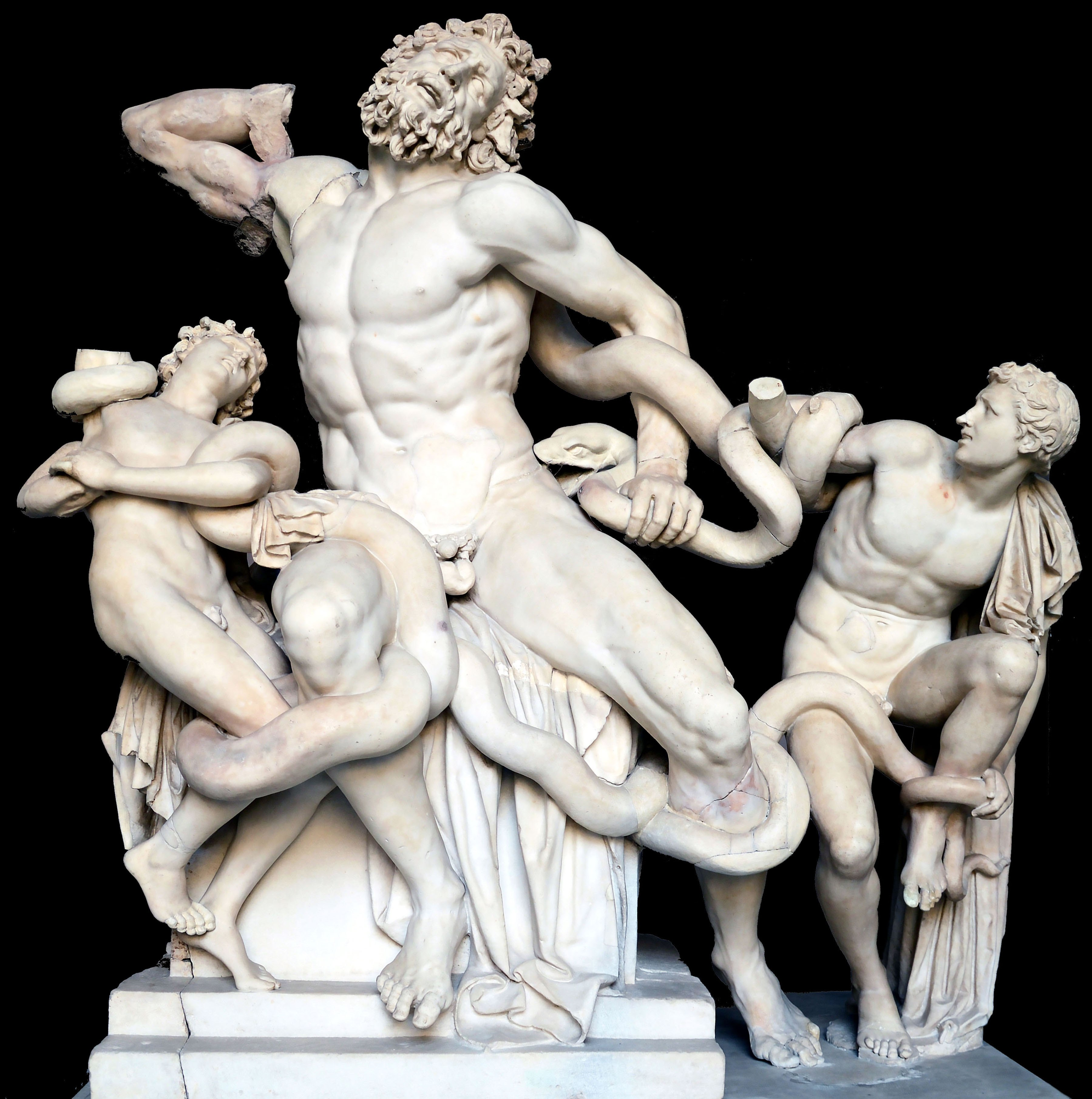
Laokoon-Gruppe in den Vatikanischen Museen

Es gibt heute drei Höfe, den Cortile della Pigna, den Cortile della Biblioteca und den Cortile del Belvedere. Der Cortile della Pigna verdankt seinen Namen einem riesigen, fast 4 m hohen Pinienzapfen aus Bronze. Dieser befand sich im antiken Rom in der Nähe des Pantheons und wurde im Mittelalter in den Vorhof der alten Peterskirche gebracht. Seinen heutigen Standort erhielt er im Jahr 1608. Rechts und links des Pinienzapfens befinden sich zwei Bronzepfauen, Kopien der Originale aus dem 2. Jahrhundert n. Chr., die im Braccio Nuovo aufbewahrt werden. Cortile della Biblioteca und Cortile del Belvedere flankieren die Vatikanische Apostolische Bibliothek.
Der berühmte Cortile di Belvedere (Hof des Belvedere) war ursprünglich die Keimzelle der Vatikanischen Museen. Der Hof wurde unter Innozenz VIII. von Jacopo (auch Giacomo) da Pietrasanta nach Plänen Bramantes angelegt.
Der Hof mit einem Brunnen in der Mitte war anfangs als quadratischer Garten mit Orangenbäumen angelegt, er wurde zuerst von Julius II. mit Antiken ausgestattet und nach seinem Umbau zu einem achteckigen Innenhof umfunktioniert. An den acht Ecken und in der Mitte jeder Seite befinden sich Nischen, in denen klassische Meisterwerke Aufstellung fanden. 1775 wurde die Anlage durch Simonetti verändert und ein Verbindungshalle angebaut. Seit Pius VI. heißt dieser Anbau um den Cortile di Belvedere Museo Pio-Clementino. 1803 ließ Pius VII. vier Pavillons einbauen, die nach den darin aufgestellten Statuen benannt wurden: einem Hermes, dem Apollo von Belvedere nach Leochares, dem Perseus mit dem Medusenhaupt von Canova und der beeindruckenden Laokoon-Gruppe.
Vom Gartenhof erreicht man eine runde Vorhalle, das Gabinetto dell’Apoxyomenos, in welchem sich die Statue des Schabers, eine römische Kopie nach einem Original des Lysipp, befindet. Tritt man durch die Torsohalle, kann man über eine hinabführende Treppe einen Zugang zum Chiaramonti-Museum erreichen.

## Museen und Sammlungen

### Museo Chiaramonti

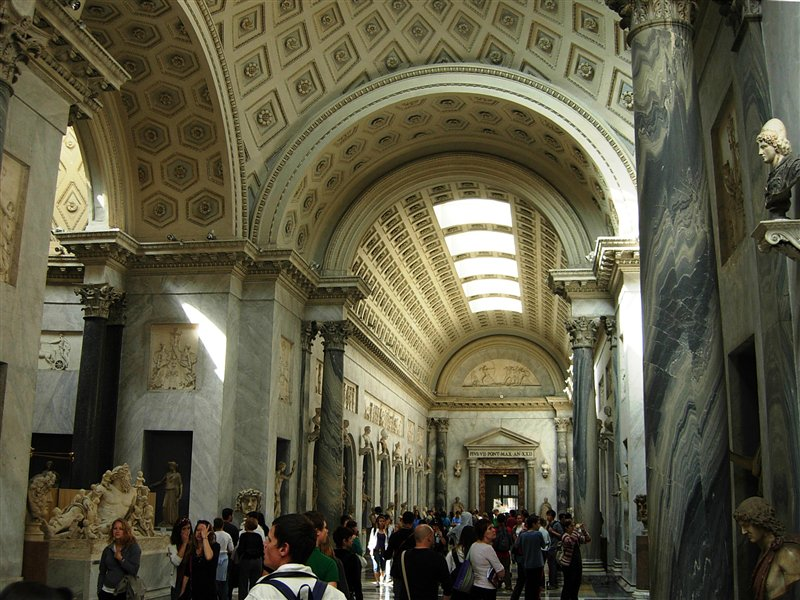
Museo Chiaramonti

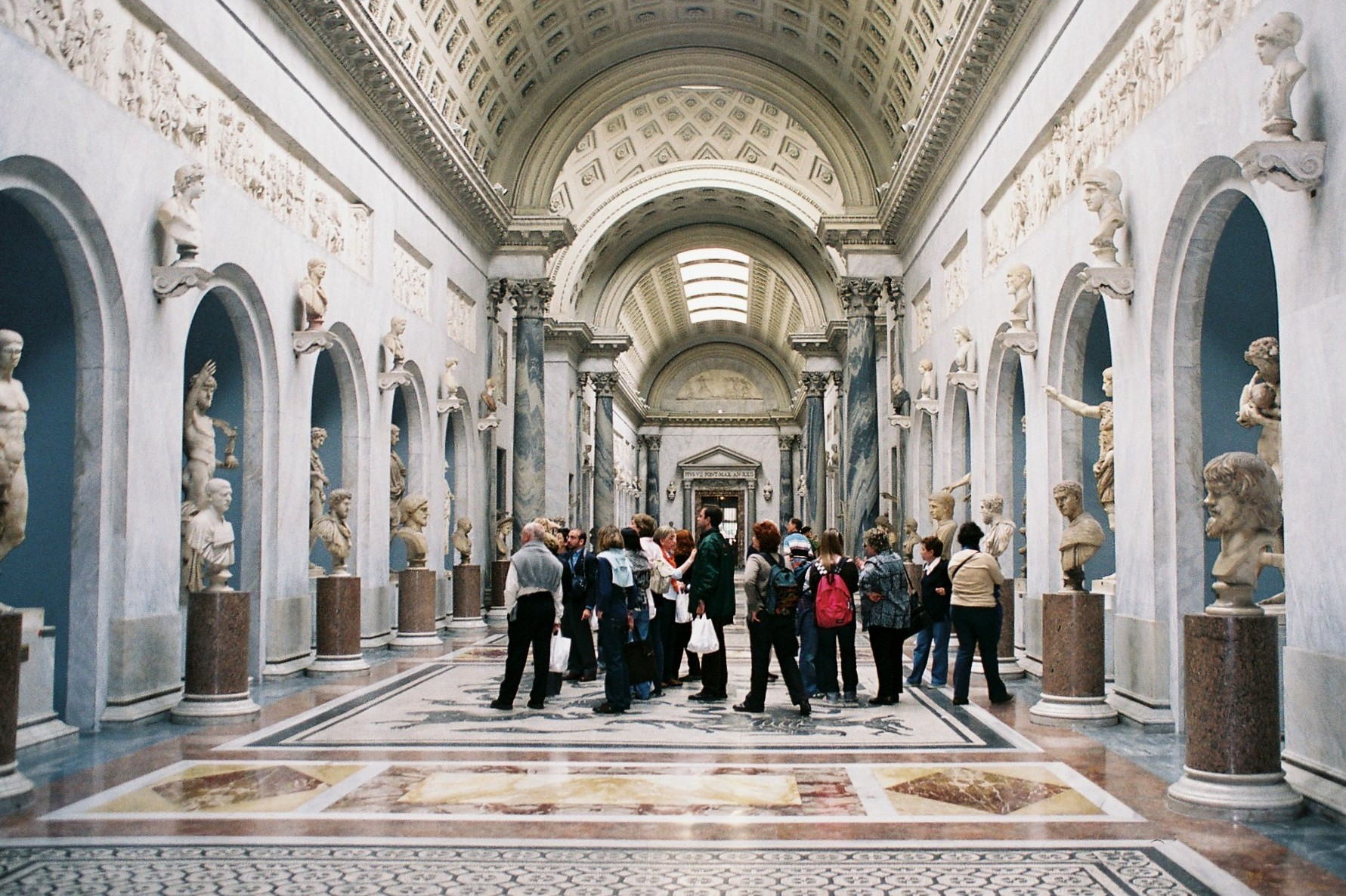
Braccio Nuovo

Das Museo Chiaramonti ist im Loggiengang untergebracht, der den kleinen Belvedere-Palast mit den Vatikanischen Palästen verbindet, und ist nach seinem Begründer Papst Pius VII. Chiaramonti (1800–1823) benannt. Das Museum wurde 1807 durch den klassizistischen Bildhauer Antonio Canova eingerichtet. Es besteht aus der Galleria Chiaramonti, der Galleria Lapidaria und dem Braccio Nuovo.
Die große Galleria Chiaramonti besteht aus einem 300 Meter langen und 6,70 Meter breiten Säulengang, den Bramante entwarf, um eine Verbindung zwischen den Loggien des Raffael und dem Gartenhaus des Belvedere herzustellen. Die Sammlung enthält etwa tausend Skulpturen, Kaiserporträts, Sarkophage und Friese, im Fußboden sind aufwendige Mosaike eingelassen. Beide Seiten des langen Korridors sind flankiert von Marmorwerken aus der römischen Kaiserzeit, zumeist Kopien griechischer Originale. Zum künstlerischen Inventar zählen der Herakles mit Telephos, Dionysos mit Satyr, eine Kopie der gewandeten Niobe nach Skopas und viele andere.
Der neue Flügel Galleria detta Braccio Nuovo wurde zwischen 1817 und 1822 vom Architekten Raphael Stern quer zur bestehenden Galerie eingezogen. Der neue Korridor ist 70 Meter lang und 8 Meter breit, die Mitte bildet architektonisch ein gleicharmiges Kreuz, das links in einem großen Halbkreis endet und rechts mit dem Giardino della Pigna in Verbindung steht. Der Braccio Nuovo besitzt beidseitig jeweils 28 große Bogennischen, 15 rechteckige Nischen für Statuen, darüber 32 Konsolen, dazwischen 32 Postamente für Büsten. Das mit Stuckrosetten geschmückte Tonnengewölbe wird von 12 Fenstern durchbrochen, die der Beleuchtung der ausgestellten Kunstwerke dienen. Der Braccio Nuovo beherbergt wichtige Statuen: mit der Verwundeten Amazone und dem Doryphoros unter anderem zwei römische Kopien nach Werken Polyklets und den 1513 aufgefundenen liegenden Flussgott Nil. Aus der Reihe der römischen Kaiserstatuen ragen der Augustus von Primaporta, ein gepanzerter Domitian und ein Titus mit Toga hervor. An weiblichen Gottheiten beeindrucken die Glücks- und Schicksalsgöttin Fortuna, die gepanzerte Minerva Giustiniani, die Diana Lucifera und Hera Borghese sowie eine Gewandstatue der Pudicitia mit Diadem. Die kopflos aufgefundene Statue eines griechischen Dichters mit Theatermaske wurde bereits unter Pius VII. mit einem Kopf des Euripides ergänzt. Der Braccio Nuovo erfuhr zwischen den Jahren 2009 und 2016 eine umfangreiche Restaurierung an den klassischen Skulpturen und an der architektonischen Struktur.

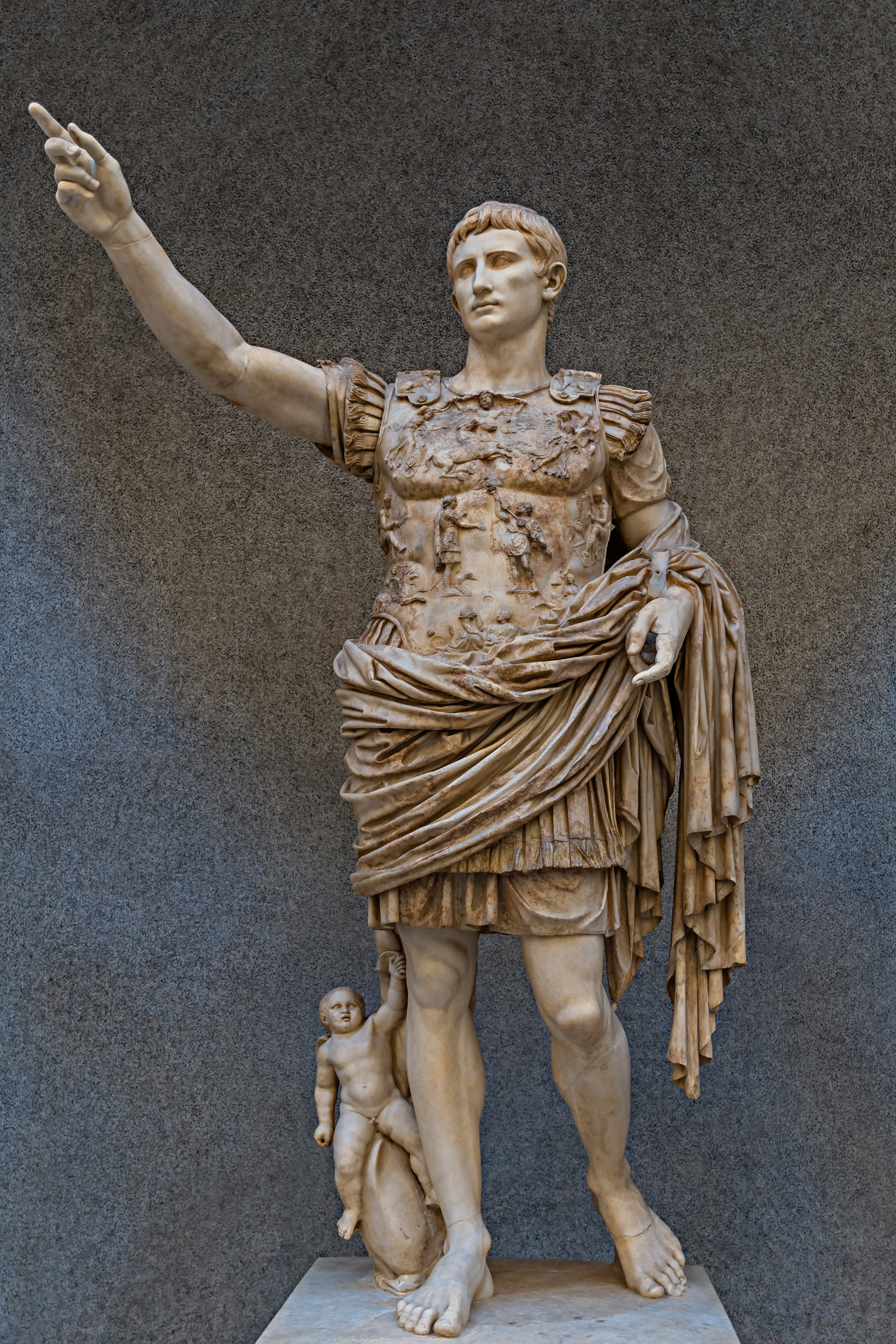
Augustus von Primaporta
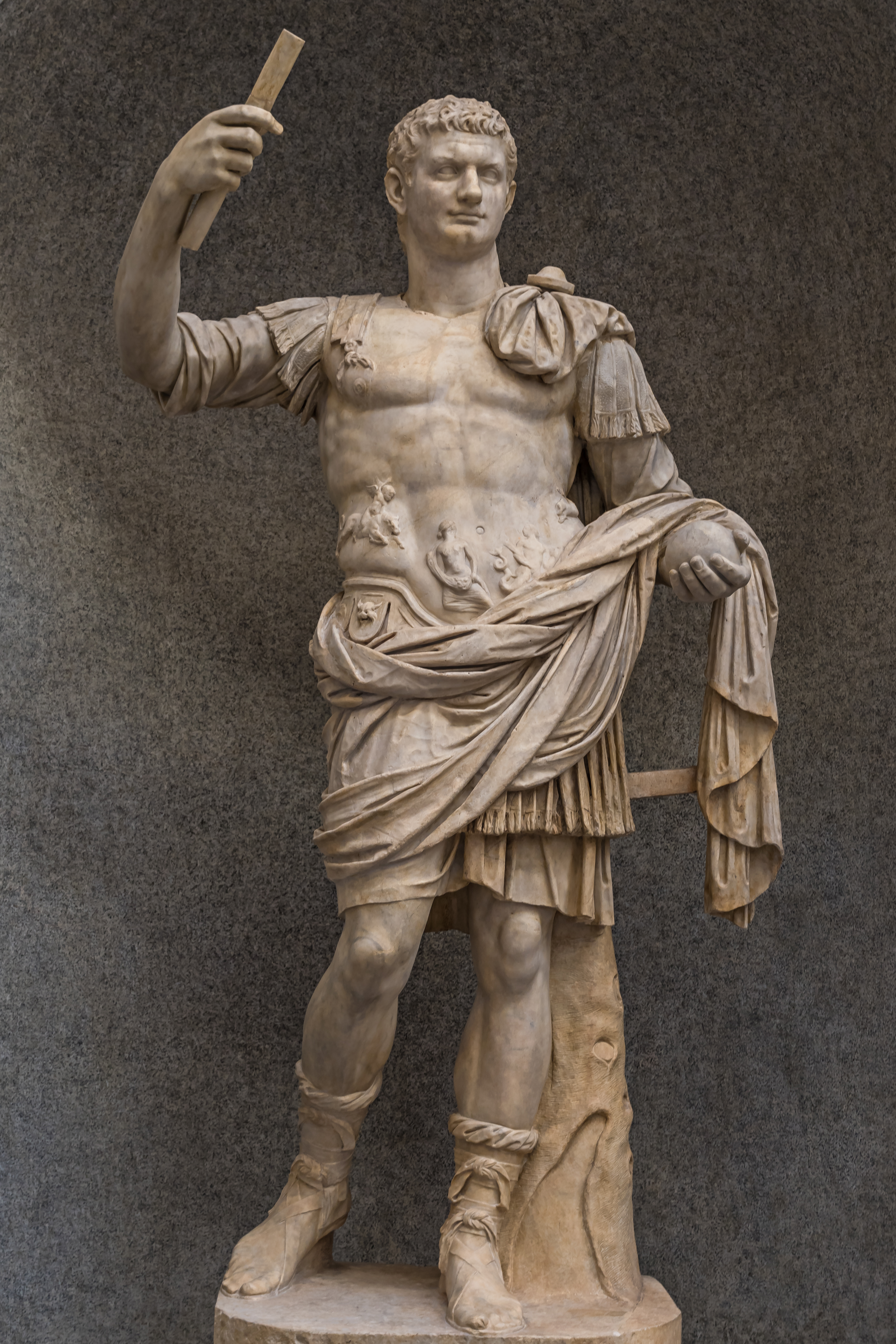
Panzerstatue des Kaisers Domitian
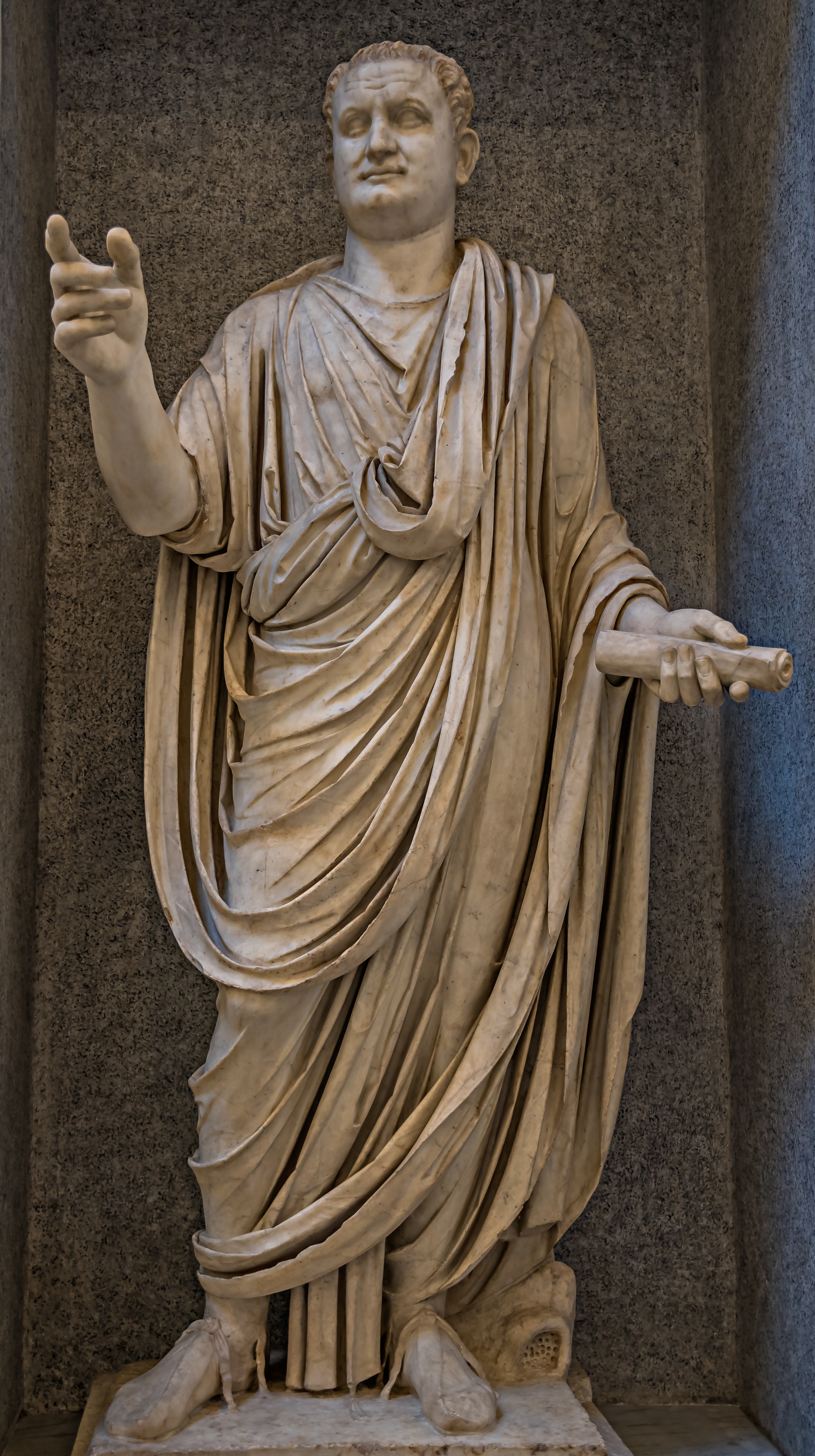
Statue des Titus
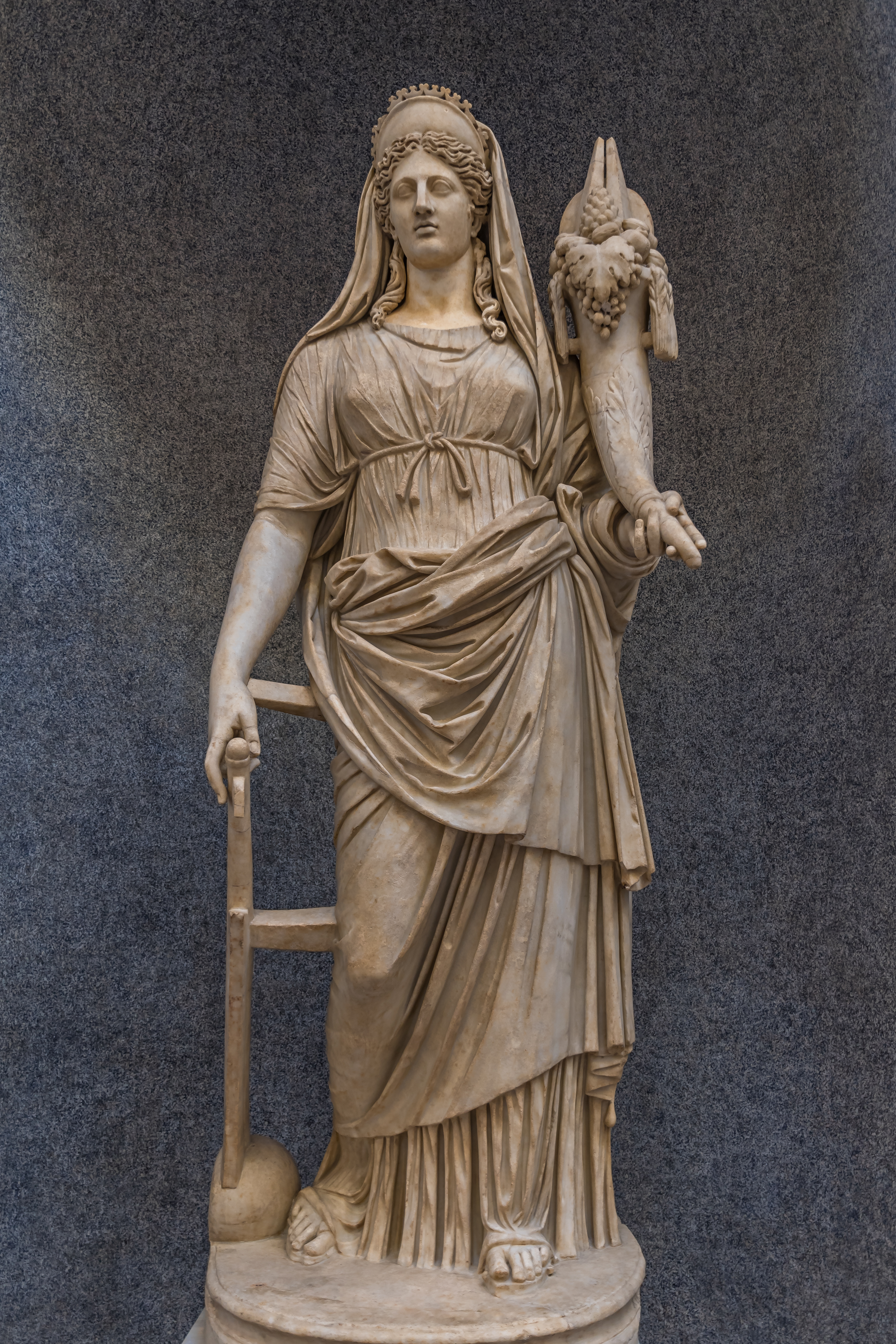
Römische Version der Fortuna
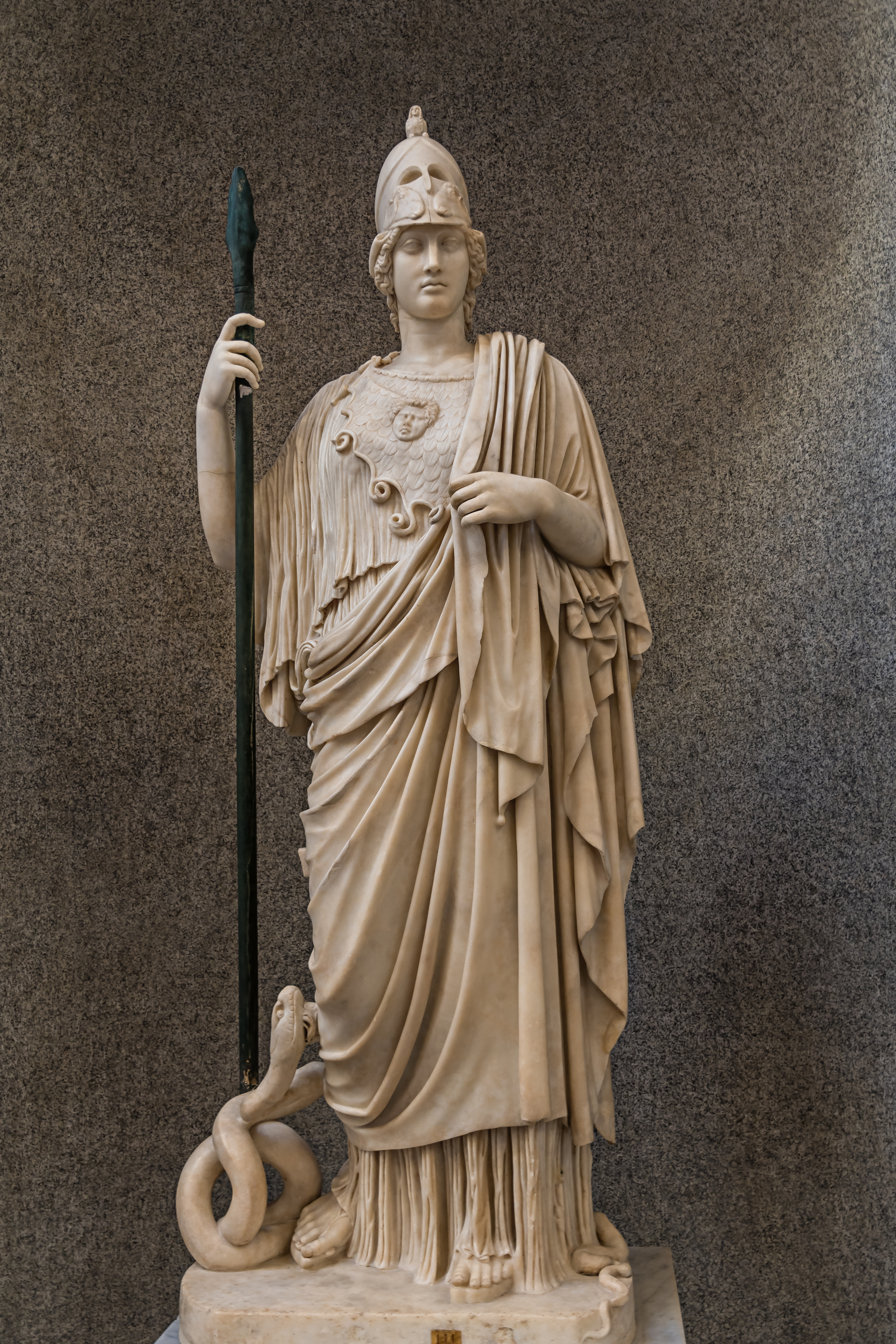
Römische Kopie der Minerva Giustiniani
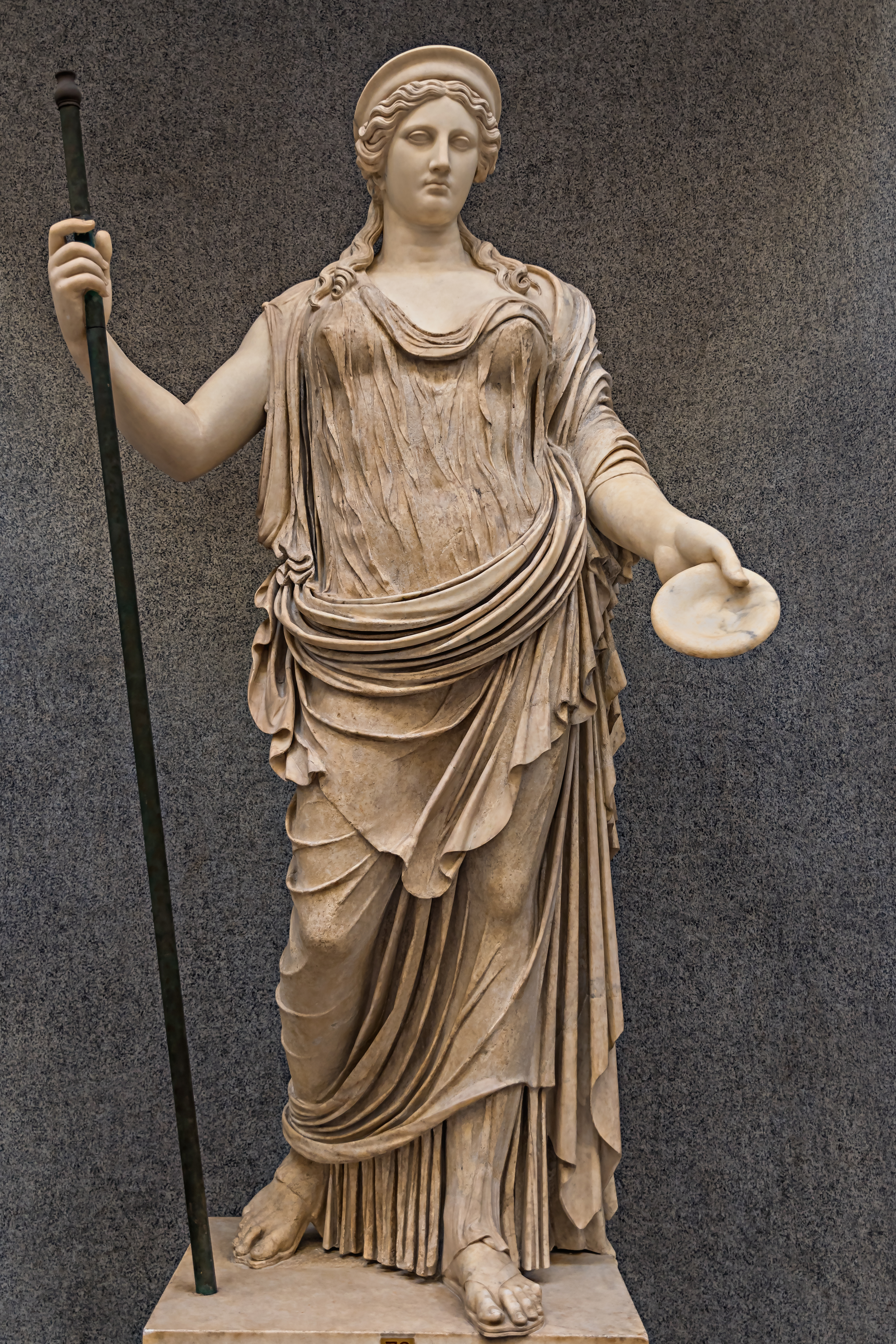
Römische Kopie der Hera Borghese

Die Galleria Lapidaria enthält mehr als 3.000 Steintafeln und Inschriften aus heidnischer und altchristlicher Zeit. Sie wurde durch den päpstlichen Archivar Gaetano Marini eingerichtet und stellt weltweit die größte Sammlung ihrer Art dar. Die Galleria Lapidaria war lange Zeit wegen Wassereinbruchs geschlossen, kann aber seit 2005 wieder besucht werden.

### Museo Pio-Clementino

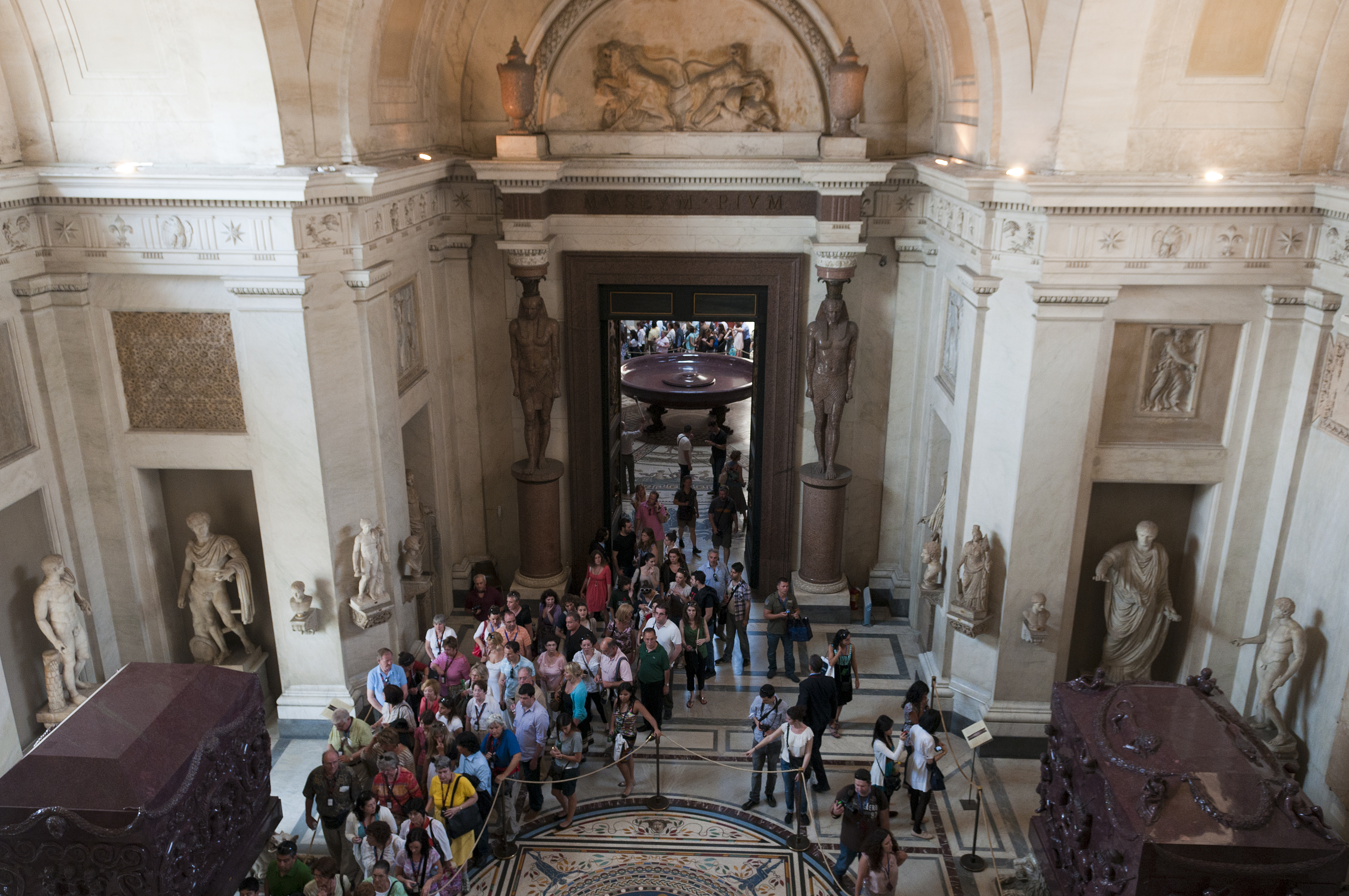
Die beiden Porphyr-Sarkophage in der Sala a croce greca

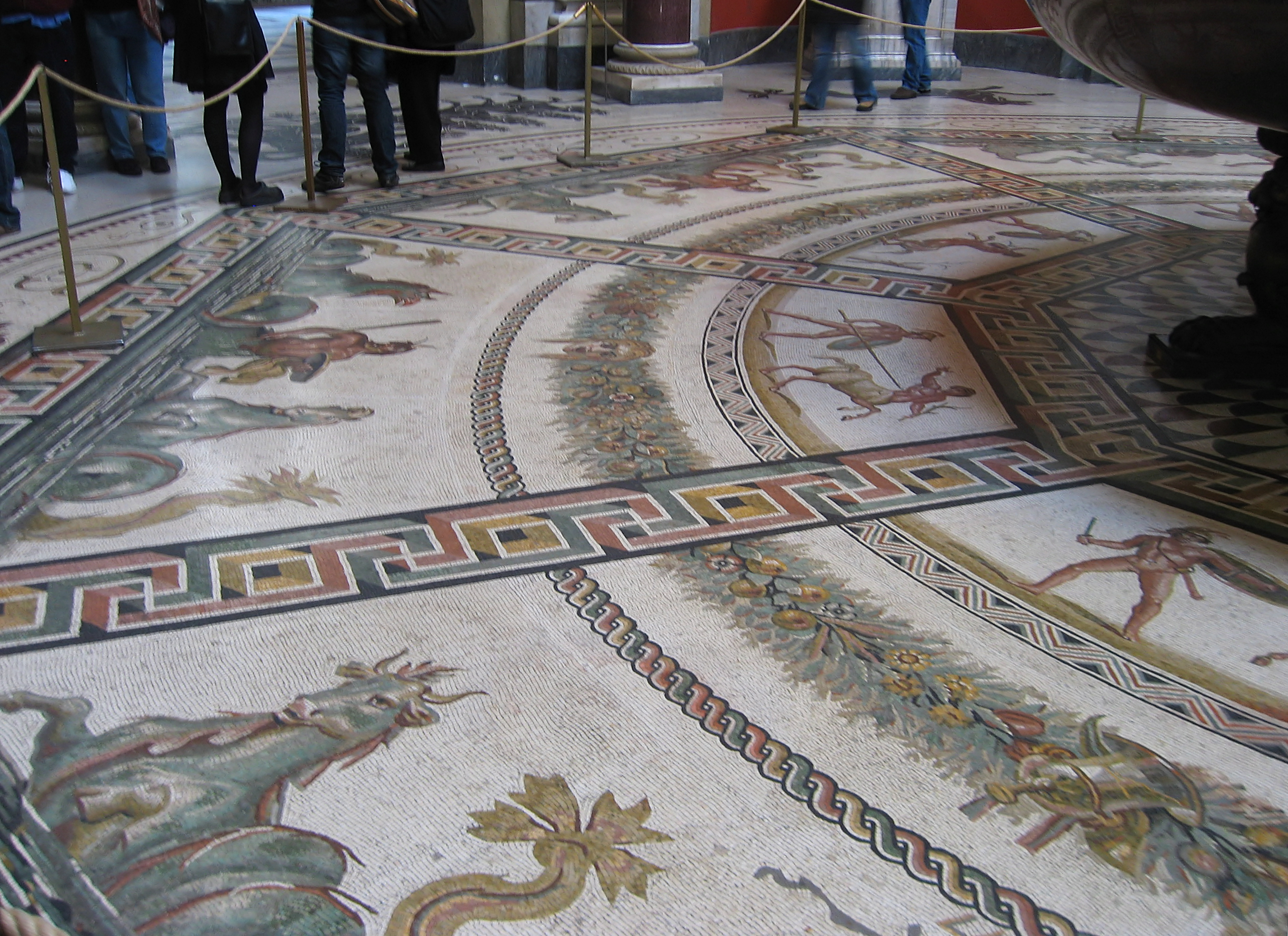
Museo Pio-Clementino – Fußbodenmosaik in der Sala Rotonda aus den Otricoli-Thermen in Umbrien

Das Museum wurde von Papst Clemens XIV. 1771 nach dem Ankauf der Antikensammlung der Fusconi und Mattei gegründet und sollte die bedeutendsten griechischen und römischen Kunstwerke des Vatikans aufnehmen. Papst Pius VI. (Pontifikat 1775 bis 1799) vergrößerte das Museum und erweiterte die Sammlung. Der Museumsbau wurde von Papst Pius VI. nach den Plänen des Architekten Michelangelo Simonetti bis 1793 fortgesetzt, daher der Name „Museo Pio-Clementino“. Pius VI. ließ über dem Cortile Ottagonale des Belvedere einen Eingang zum Atrium errichten, das Museum umfasst 12 Räume. Ein berühmter Bestandteil des Komplexes ist die spiralförmige „Scala Bramante“, angelegt in einem quadratischen Turm. Die Treppe wurde von Julius II. 1512 in Auftrag gegeben, um den Palast von Innozenz VIII. mit der Stadt zu verbinden.
Der erste Raum Sala a croce greca mit dem Grundriss eines griechischen Kreuzes beherbergt die Porphyr-Sarkophage der Konstanze und Helena (Tochter und Mutter des Kaisers Konstantin des Großen). Man schreitet von dort aus in den zweiten runden Saal, der Sala Rotonda, ein Werk Simonettis. Die Innenarchitektur im Stil des Pantheons, überdacht mit einer sehenswerten Kuppel. Rundherum sind zehn große Nischen eingelassen, von denen zwei als Durchgänge dienen und acht Nischen Statuen und Büsten aufnehmen. Unter diesen befinden sich die Marmorköpfe des Serapis und des Zeus von Otricoli, die Juno Barberini und eine Faustina minor sowie die Kolossalstatuen des Kaisers Claudius als Jupiter, des thronenden Nerva und des bekränzten Antinous, die Allegorie des Bacchus verkörpernd. Der Fußboden ist mit großartigen Mosaiken ausgelegt: Kämpfende Kentauren, Tritonen und Nereiden, in der Mitte eine aus einem Stück gearbeitete Porphyrschale aus dem 2. Jahrhundert.
Die folgende Sala delle Muse (Saal der Musen) enthält acht Statuen der Musen und – als Führer der Künste – eines Apollon Kitharoidos, die allesamt im achtzehnten Jahrhundert bei den Ausgrabungen in der Villa Adriana von Tivoli gefunden wurden. Im Mittelpunkt des Saales kann man den sogenannten Torso vom Belvedere bewundern, ein früher in der Torsohalle aufgestelltes Werk, das bereits Michelangelo zur Beschäftigung anregte. Des Weiteren gehören zur Ausstellung mehrere Friese und Büsten, darunter Marmorporträts der Griechen Platon, Bias, Sokrates, Epikur und den Perikles, letztere eine Kopie eines Bronzebildnisses nach Kresilas. Auch diese Skulpturen wurden vom Architekten Simonetti dem achteckigen Grundriss des Saales entsprechend angeordnet.

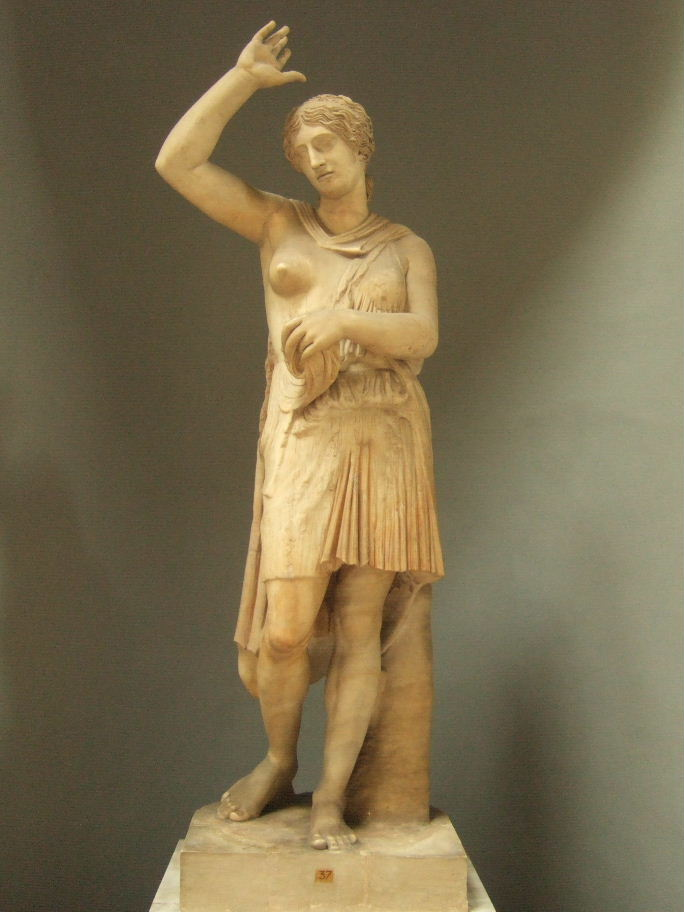
Verwundete Amazone
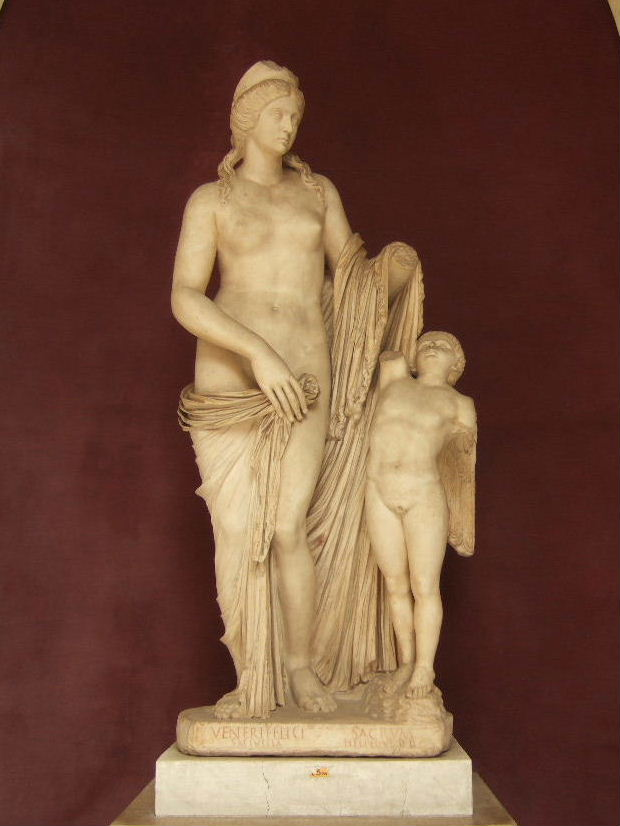
Venus und Amor
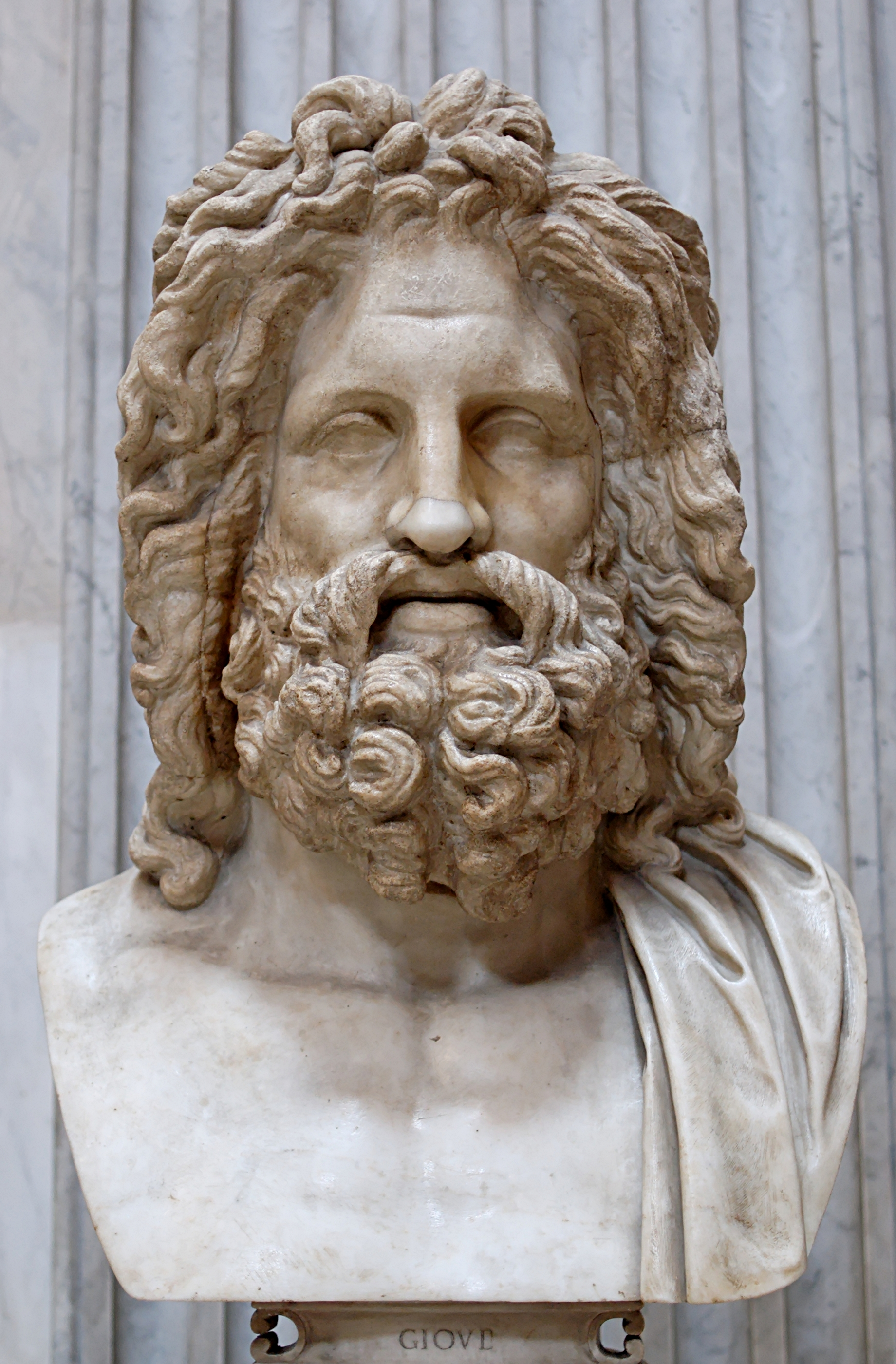
Zeus von Otricoli

Die kuriose Sala degli Animali (Saal der Tiere) enthält zumeist Skulpturen verschiedener Tierarten, die alle durch den Bildhauer Francesco Franzoni (1734–1818) gefertigt oder aus antikem Bestand restauriert wurden. Der Raum verfügt über Marmorskulpturen von Haus- und Wildtieren, aber auch von fantastischen Tiere wie Kentauren, einem Greif und dem Minotaurus. In der mittleren Hauptnische sticht der Meleagros mit dem Hund nach einem Original des Skopas hervor, zwischen kleineren Exponaten erscheint der Mithras Tauroktonos bemerkenswert: Mithras opfert einen Stier, während ein Skorpion und ein Hund ihn daran zu hindern versuchen.

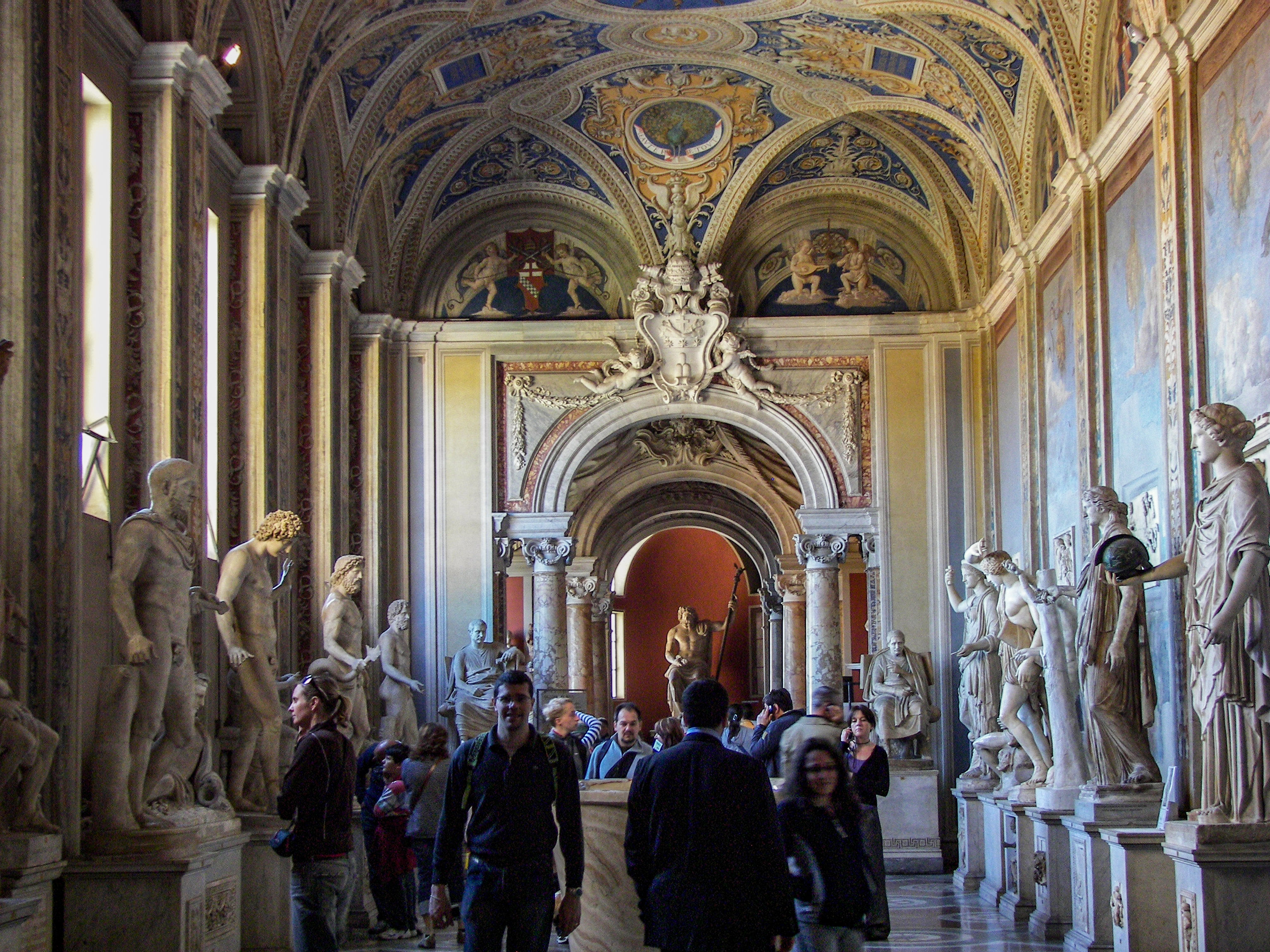
Galleria delle Statue

Die folgende Galleria delle Statue (Galerie der Statuen) und die Sala dei Busti (Saal der Büsten) wurden zwischen 1484 und 1492 vom Architekten Pollajuolo mit mehreren Rundbögen ausgestattet und durch Malereien von Mantegna und Pinturicchio geschmückt. Der Saal wurde unter Clemens XIV. restauriert und unter Pius VI. vergrößert, wobei die Fresken in den Lünetten zugrunde gingen. Die Galerie beinhaltet Sitzstatuen des Pseudo-Menander und des Dichters Poseidippos. Des Weiteren zu nennen sind die Statue des jugendlichen Apollon Sauroktonos, die Schlafende Ariadne, die Vatikanische Danaide und eine Verwundete Amazone nach Kresilas. Als Hauptwerk beherrscht die Kopie eines hellenistischen Originals des Thronenden Zeus Verospi mit dem Donnerkeil in der Rechten den Saal. Im Saal der Büsten sind die Plastiken des Menelaos und mehrerer römischer Imperatoren hervorzuheben.
Die Decke des Gabinetto delle Maschere (Saal der Masken) wird von acht Säulen aus Alabaster gestützt. Im Fußboden sind vier quadratische Mosaiken aus dem 2. Jahrhundert eingearbeitet, die aus der Villa Adriana stammen. Dieser Saal beherbergt als Hauptwerke zwei Kopien hellenistischer Originale, eine Knidische Aphrodite nach Praxiteles und eine Kauernde Aphrodite.

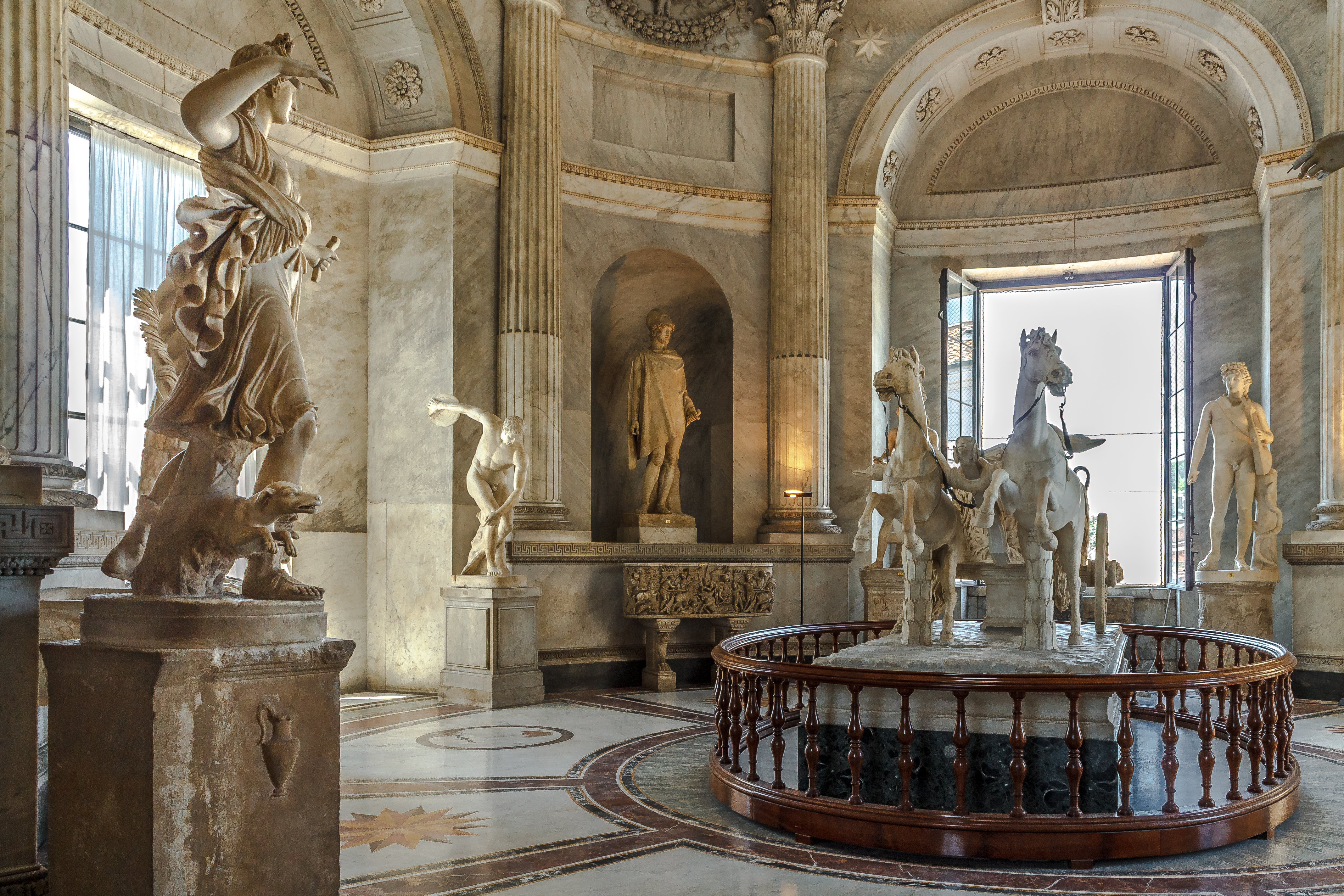
Sala della Biga

In einem abgesonderten Abschnitt des Komplexes befindet sich das Atrio dei Quattro Cancelli (Atrium der vier Tore) und darüber die Sala della Biga (Saal des Zweigespanns), eine Kuppelrotunde aus der Zeit Pius’ VI., beide wurden zwischen 1786 und 1795 vom Architekten Giuseppe Camporese erschaffen. Der Saal des Zweigespanns enthält Statuen und Sarkophage mit Darstellungen von Athleten und Zirkusszenen. Im Mittelpunkt des Raumes befindet sich eine marmorne Biga (Zweigespann), deren Wagen zwar antiken Ursprungs ist, deren Deichsel und linkes Pferd aber 1788 durch den Bildhauer Franzoni hinzugefügt wurden. Im Mittelalter hatte die Biga als Bischofsstuhl in San Marco gedient. In diesem Saal sind besonders die Statue des Diskuswerfers nach Myron und ein bärtiger Dionysios Sardanapalos nach einem griechischen Original des Praxiteles hervorzuheben.
Bei der Gründung des Museo Pio-Clementino war die Galleria dei Candelabri eine offene Loggia, erst Simonetti ließ sie in den heutigen Zustand umbauen. Die Galleria hat ihren Namen von den verschiedenen marmornen Kandelaber-Paaren aus der römischen Kaiserzeit zu beiden Seiten der Arkaden, die den Saal in sechs Abteilungen gliedern. Unter Leo XIII. wurden von 1883 bis 1887 die Fresken des Saales durch Dominik Torti und Ludwig Seitz ausgeführt.

### Museo Gregoriano Egizio

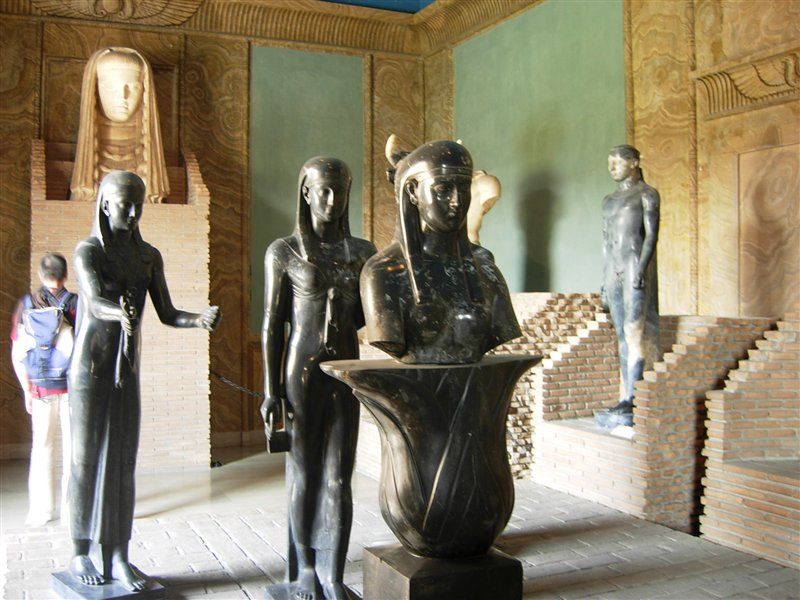
Gregorianisch-Ägyptisches Museum

Das Gregorianisch-Ägyptische Museum wurde 1839 von Gregor XVI. gegründet und beherbergt eine umfangreiche Sammlung von Fundstücken aus dem alten Ägypten. Enthalten sind Papyrus-Dokumente, Mumien, das berühmte „Totenbuch“ sowie die „Sammlung Grassi“. Das Museum enthält wenige Werke der ägyptischen Frühzeit, dafür zahlreiche Plastiken der saitischen und hellenistischen Periode. Unangebracht erscheint die wenig „ägyptische“ Dekoration der Räume. Hervorzuheben ist ein bedeutender Kalksteinkopf des Pharao Mentuhotep IV. (etwa 2030 v. Chr.) und eine Kolossalstatue der Mutter Ramses II, die als Allegorie der Isis aus schwarzem Granit ausgeführt wurde.

### Museo Gregoriano Etrusco
Das am 2. Februar 1837 von Papst Gregor XVI. gegründete Gregorianisch-Etruskische Museum zeigt archäologische Fundstücke aus Südetrurien wie Vasen und Bronzen. Außerdem enthält die Sammlung eine umfangreiche Kollektion von Vasen aus dem hellenisierten Italien sowie Funde aus der Römerzeit.
Die etruskische Sammlung beruht hauptsächlich auf Fundstücken, die 1828 aus Gräberstätten im westlichen Etrurien bei Vulci entdeckt wurden. Der bekannte Mars von Todi stellt eine technisch vollendete Bronzefigur dar, erreicht aber noch nicht den lebendigen Geist der griechischen Vorbilder. An der linken Hand ist der Speer, an der rechten ein Kranz verloren gegangen. Eine bronzene Biga (Fuhrwerk), an welcher der Schmuck der Räder beeindruckt und deren Holzteile restauriert wurden, stammt aus dem 4. Jahrhundert v. Chr. Erwähnenswert ist zudem eine griechische Amphora des Vasenmalers Exekias, die Achill und Ajax beim Würfelspiel zeigt.

### Museo Gregoriano Profano

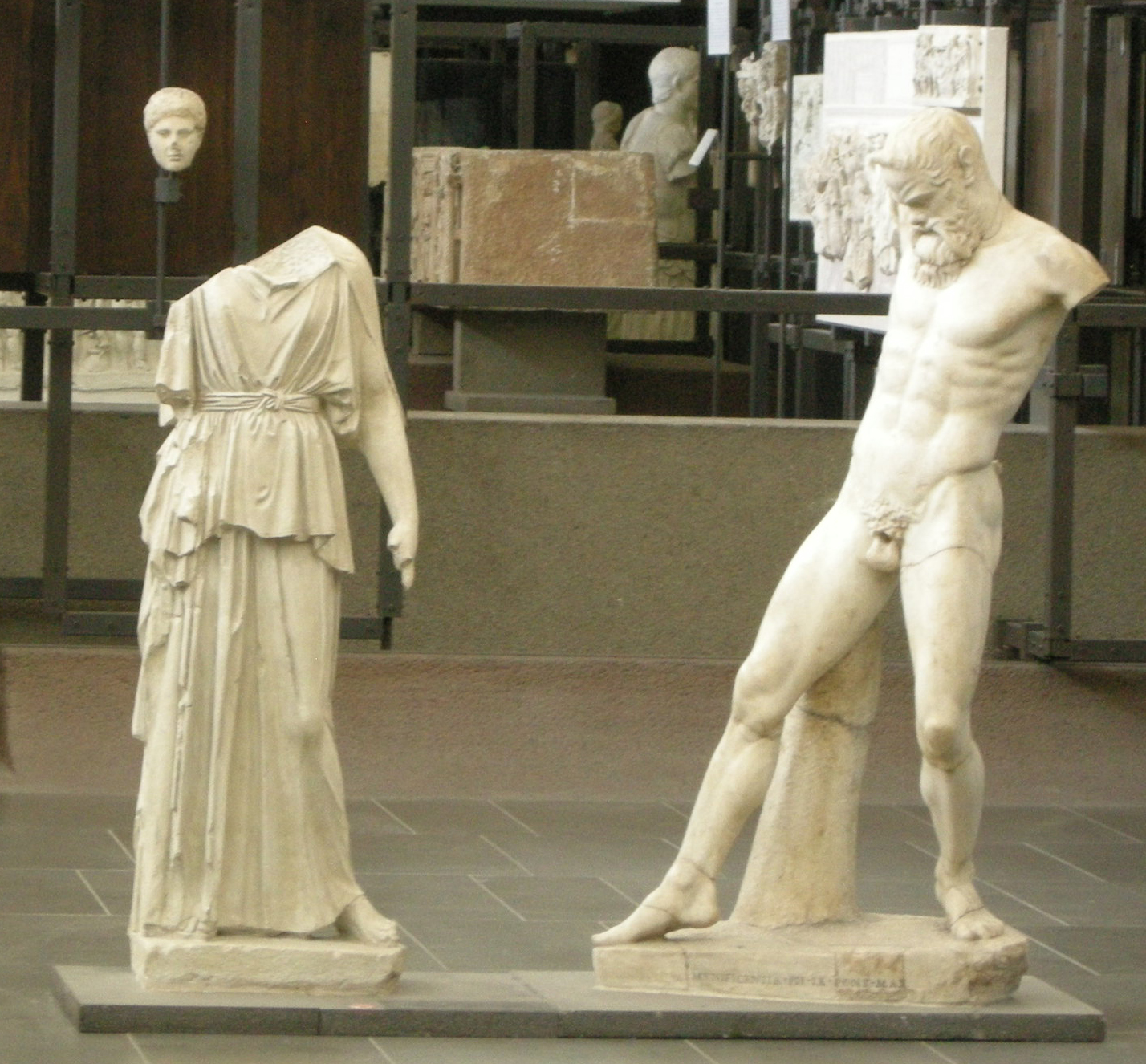
Athena-Marsyas-Gruppe

Diese Sammlung wurde am 16. Mai 1884 von Gregor XVI. als Lateranmuseum im Lateranpalast eröffnet und im Juni 1970 in den Vatikan verlegt.
Das mit der Verlegung verbundene Bauprojekt fand in Papst Paul VI. einen großen Unterstützer und wurde dem Ingenieurbüro Passarelli anvertraut. Der moderne Anbau nutzt natürliches Licht, das bei fehlender Raumteilung durch große Glas- und Dachfenster die Beleuchtung der ausgestellten Objekte ermöglicht.
Die Abteilung für frühgriechische Kultur ist durch Grabstelen, Votivreliefs und Architekturfragmente vertreten. Andere Säle enthalten griechische Originale oder Kopien griechischer Werke aus römischer Zeit. Hervorzuheben ist die Athena-Marsyas-Gruppe nach Myron. Der Bildhauerei der römischen Kaiserzeit aus dem 1. bis 3. Jahrhundert n. Chr. wird großer Platz eingeräumt, ergänzt wird sie durch Grabskulpturen, Altäre und Sarkophage. Auffallend sind die dort ausgestellten Cancelleria-Reliefs.

### Museo Pio Cristiano

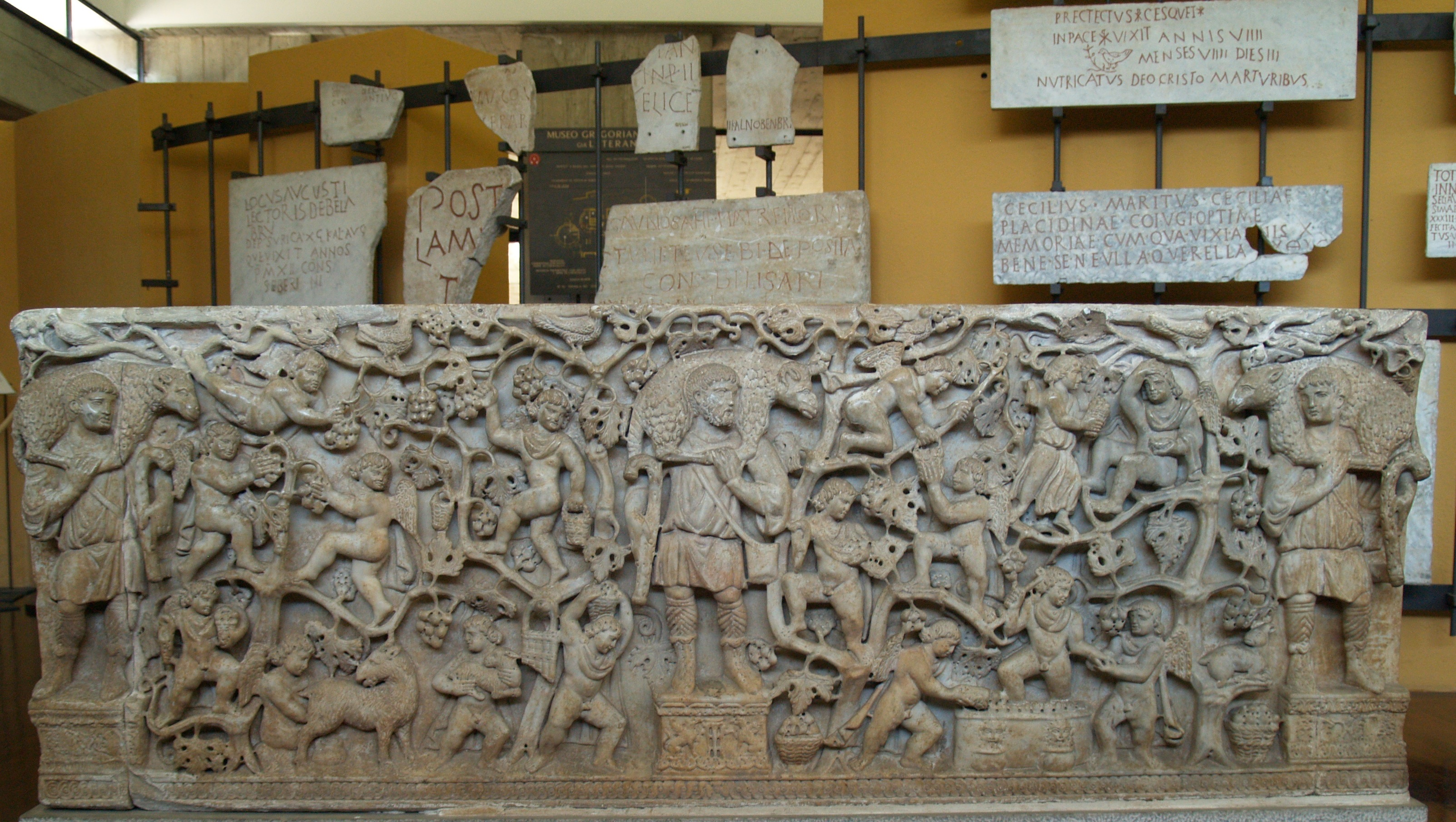
Sarkophag und Grabinschriften (Bildhintergrund) im Museo Pio Cristiano

Die Funde des im Jahr 1854 im Lateranspalast eingerichteten Museo Pio Cristiano stammen unter anderem aus dem Museo Sacro der Vatikanischen Apostolischen Bibliothek, aus Kirchen und aus den damaligen Ausgrabungen in römischen Katakomben. Im Jahr 1963 wurde das Museum in den Vatikan verlegt. Es befindet sich im selben Neubau wie das Museo Gregoriano Profano. Ausgestellt sind vor allem spätantike Sarkophage und Grabinschriften.

### Museo Missionario-Etnologico
Das von Papst Pius XI. 1929 gegründete Museum befand sich ursprünglich wie das Museo Gregoriano Profano im Lateran-Palast und wurde 1973 auch in den Vatikan verlegt. Sein erster Direktor war Wilhelm Schmidt, der von Papst Pius XI. mit der Einrichtung des Museums beauftragt worden war. Zu den interessantesten Objekten des Museums zählen Modelle von Kultstätten anderer Konfessionen. Es beinhaltet Kunstwerke aus Mexiko, Guatemala und Nicaragua und Zeugnisse des religiösen, hauptsächlich buddhistischen Lebens in Tibet, Indonesien, Indien und dem Fernen Osten. Des Weiteren sind Fundstücke der islamischen Kultur und native Kunst aus Zentralafrika ausgestellt.
Die ethnologische Abteilung des Museo Missionario-Etnologico wurde nach einer Umgestaltung unter dem Namen Anima Mundi (Seele der Welt) im Oktober 2019 neu eröffnet.

### Museo Storico Vaticano
Das 1973 gegründete Museum beherbergt die durch die Jahrhunderte benutzten päpstlichen Staatskarossen und sonstige Transportmittel. Außer Kutschen, Automobilen und Sänften ist auch das Modell der ersten Lokomotive der Vatikanstadt von 1929 zu sehen. 1987 wurde es in den Lateranpalast verlegt und dort 1991 eröffnet.

## Generaldirektoren
- 1920–1954: Bartolomeo Nogara
- 1961–1970: Paolo Dalla Torre del Tempio di Sanguinetto
- 1971–1978: Deoclecio Redig de Campos
- 1978–1995: Carlo Pietrangeli
- 1996–2007: Francesco Buranelli
- 2007–2016: Antonio Paolucci
- seit 1. Januar 2017 Barbara Jatta[4]